# Rüstungskontrolle
Rüstungskontrolle ist eine politische Reaktion auf die Rüstungsdynamik im internationalen System. Rüstungskontrolle wird in der Regel in Form von bilateraler oder multilateraler Diplomatie betrieben. Der Prozess der staatlichen Anhäufung militärischer Kapazitäten soll durch Rüstungskontrolle reguliert werden. Diese kann Regelungen für Entwicklung, Produktion, Aufbewahrung und Weiterverbreitung bzw. Weitergabe von Rüstungsgütern beinhalten.
Im Ost-West-Konflikt, in dem landläufig von einem „Rüstungswettlauf“ oder auch „Wettrüsten“ zwischen den USA und der UdSSR die Rede war, erlangte die Rüstungskontrolle besondere Bedeutung. Sie diente in diesem Kontext der politischen Beherrschung einer galoppierenden Rüstungsdynamik, die im Bereich der Nuklearwaffen zur Bedrohung für Existenz und Wohlfahrt der gesamten Menschheit geworden war.
Der Begriff „Kontrolle“ bedeutet dabei zunächst die aktive politische Steuerung des durch die Rüstungsdynamik angefachten Rüstungsprozesses. Er ist darüber hinaus auch im Sinne der Überwachung von Rüstungsprozessen – etwa durch Verifikationsmaßnahmen – zu verstehen.
Ziele von Rüstungskontrolle sind die Kriegsverhütung, die Schadensbegrenzung im Kriegsfall sowie nicht zuletzt die Senkung der Kosten, die durch Rüstung entstehen. Diese sind jedoch nicht immer miteinander kompatibel und können nicht in gleichem Maße realisiert werden.
Im Zuge der Kriegsverhütung wird die Stabilität der Beziehungen der jeweiligen Staaten zueinander betrachtet, weswegen diese zu einem wichtigen Bestandteil der
Rüstungskontrolle wird. Dabei werden drei verschiedene Formen unterschieden:
- Krisenstabilität: Motivation, selbst als Erster zu handeln, um einen entscheidenden Vorteil zu erhalten oder einen entscheidenden Nachteil zu vermeiden.
- Strategische Stabilität: Militärstrategien, welche vorbeugende Operationen zur Ausschaltung feindlicher Arsenale ausschließen können.
- Rüstungswettlaufstabilität: Hierbei wird auf ein stetiges Wachstum der Bewaffnung beider Seiten geachtet. Daraus resultiert eine Sicherheit für beide Seiten, welche garantiert, dass keiner der Akteure Durchbrüche des Gegenübers zu befürchten hat.

In allen drei Hinsichten soll die Stabilisierung der militärischen Beziehungen zur Verhütung von Kriegen beitragen.
Theorien der Rüstungskontrolle beschäftigen sich damit, wie die drei Ziele – Kriegsverhütung, evtl. Schadensbegrenzung und Kostensenkung – erreicht werden können, welche Bedingungen für eine effektive Umsetzung vorherrschen müssen und welche Effekte Rüstungskontrollmaßnahmen zeitigen. Die Beschäftigung mit Rüstungskontrolle und Rüstungsdynamik beinhaltet demzufolge, ein Sensorium von Konflikt und Kooperation zu entwickeln und die Anreize, Mittel, Hemmschwellen und Störfaktoren zwischenstaatlicher Kooperation auszuloten.
Rüstungskontrolle ist auch ein politisches Instrument zur Gestaltung zwischenstaatlicher Beziehungen im weiteren Sinne. Durch mit Rüstungskontrolle einhergehenden Verifikationsmaßnahmen kann Vertrauen zwischen Staaten gebildet und das Sicherheitsdilemma auf diese Weise entschärft oder gar überwunden werden.

## Theorie der Rüstungskontrolle
Die Theorie der Rüstungskontrolle wurde in den 1950er und 1960er Jahren unter dem Eindruck des Ost-West-Konflikts entwickelt. Das Ziel war, Rüstungskontrollpolitik voranzutreiben und erfolgreich in der politischen Praxis umzusetzen.
Im Kern ist Rüstungskontrolle ein normatives Unterfangen. Ihm liegt die Annahme zu Grunde, dass es wünschenswert ist, zwischenstaatliche Feindschaften allmählich zu kooperativen Beziehungen oder sogar bis hin zu einer Sicherheitsgemeinschaft zu entwickeln (siehe Maßnahmen und Probleme der Rüstungskontrolle).
Rüstungskontrolle verfolgt drei Ziele:
- Kriegsverhütung und die Verminderung der Konfliktwahrscheinlichkeit. Letztere wird häufig durch eine sich unkontrolliert beschleunigende Rüstungsdynamik erhöht. Rüstungskontrollpolitische Vereinbarungen stellen diesem Prozess quantitative und qualitative Begrenzungen sowie Maßnahmen zur Schaffung von Transparenz und Möglichkeiten der Verifikation entgegen, wodurch nachhaltige Stabilität in zwischenstaatlichen Beziehungen geschaffen und erhalten werden kann.[1]
- Schadensbegrenzung im Falle eines kriegerisch ausgetragenen Konflikts. Um das Ausmaß an Tod und Zerstörung einzuhegen, kann etwa die Einsatzwahrscheinlichkeit bestimmter Waffensysteme oder deren eingesetzte Zahl verringert oder auf Null reduziert werden.[1]
- Senkung der durch Rüstung entstehenden Kosten. Die so freiwerdenden finanziellen Mittel können von Staaten in anderen Bereichen eingesetzt werden.[1]

Rüstungskontrolle ist nicht mit Abrüstung gleichzusetzen. Abrüstung kann entweder ein gewünschter Endzustand oder ein Mittel sein, um diesen Zustand zu erreichen. Im Rahmen der Rüstungskontrolltheorie wird Abrüstung primär als ein mögliches Mittel zur Erreichung der drei genannten Ziele begriffen. Dies beinhaltet sowohl quantitative Abrüstung, also die zahlenmäßige Reduktion von Waffensystemen, als auch qualitative Abrüstung, also den Verzicht auf bestimmte Eigenschaften von Waffensystemen.
Rüstungskontrolle kann aber auch zeitweise, kontrollierte Aufrüstung (sowohl quantitativ als auch qualitativ) bedeuten, beispielsweise wenn Obergrenzen für Waffensysteme vereinbart werden, die über den aktuellen Beständen liegen und somit den zahlenmäßigen Aufwuchs der Waffenarsenale erst zu einem späteren Zeitpunkt begrenzen.
Die drei in der Rüstungskontrolle formulierten Ziele (Kriegsverhütung und Stabilisierung der Beziehungen im internationalen System, Schadensbegrenzung im Kriegsfall und Senkung der durch Rüstung verursachten Kosten) können in konkreten Fällen jedoch im Widerspruch zueinander stehen oder sich gegenseitig in ihrer Realisierung behindern. So können Maßnahmen zur Schadensbegrenzung im Kriegsfall dazu führen, dass mehr statt weniger Kriege geführt werden, das Ziel der Kriegsverhütung also konterkariert wird. Unter Umständen bewirkt auch die gezielte Abrüstung eines Waffensystems eine Instabilität im internationalen System, was ebenfalls die Kriegswahrscheinlichkeit erhöhen könnte.

## Maßnahmen und Probleme der Rüstungskontrolle
Rüstungskontrollmaßnahmen sind vom Zustand der politischen Beziehungen zwischen den beteiligten Staaten abhängig. In Bezug auf die Konfliktsituation lassen sich idealtypisch fünf Konfliktgrade – von akuter Feindschaft bis hin zur Sicherheitsgemeinschaft – unterscheiden.

### Feindschaft
Auf dieser Ebene gilt es, bestehende Kriegshandlungen zu beenden oder einen unmittelbar bevorstehenden Krieg zu vermeiden. Mögliche Maßnahmen sind hier erste Schritte der Kommunikation einzuleiten und – bei benachbarten Konfliktparteien – die sensiblen Grenzen zu befrieden, indem so genannte Disengagement-Zonen eingerichtet werden. Da hier die Kooperation zwischen den verfeindeten Staaten höchstwahrscheinlich noch sehr gering ist, müssen die Konfliktparteien auf die Hilfe Dritter zurückgreifen (unparteiischer Staat, internationale Organisation).

### Chronische Gegnerschaft
Hier geht es zunächst noch nicht darum den Konflikt zu lösen, sondern die Menge an Waffenmaterial zu kontrollieren. Da die Konfliktparteien sich weiter voreinander schützen wollen, haben sie das Bestreben aufzurüsten, um bei einer erneuten Eskalation des Konflikts nicht unterlegen zu sein. Diesem Prozess soll entgegengewirkt werden. Kernaspekt ist auch hier wieder die Verbesserung der Kommunikation zwischen den Staaten, wobei erste Ansätze von Transparenzbemühungen anzustreben sind.

### Gemischte Konflikte
Auf dieser Stufe sind die Konfliktparteien meist bereit den Konflikt beizulegen und die zwischen ihnen entstandene Rüstungsdynamik einzuhegen. Die Akzeptanz von Rüstungskontrollpolitik ist dementsprechend wesentlich größer als auf Ebene der beiden vorangehenden Konfliktgrade.
Rüstungskontrolle kann eine Reihe von konkreten Maßnahmen umfassen. Zunächst ist auf der Stufe der Gemischten Konflikte die Implementierung von „Vertrauensbildenden Maßnahmen“ anzustreben.

#### Vertrauensbildende Maßnahmen
Vertrauensbildende Maßnahmen (VBM) sollen dazu beitragen, die Auswirkungen diverser Faktoren, die die Rüstungsdynamik beschleunigen können, zu verringern. Die beiden Hauptziele der VBM sind:
- Stabilisierung der Beziehungen zwischen den Staaten und nachhaltige Entspannung des politischen Klimas[8]
- Sukzessiver Abbau von Misstrauen und Förderung kooperativer Politik (z. B. Anerkennung der Interessen des Anderen)

Das Konzept der VBM kam prominent im Rahmen des KSZE-Prozesses in den 1970er Jahren zum Tragen und war Grundlage für Vereinbarungen wie das Wiener Dokument und das Stockholmer Abkommen.
Die VBM können hinsichtlich ihrer Reichweite kategorisiert werden:
Die schwächste Form ist dabei die Einigung auf gemeinsame Normen, die den Umgang miteinander regeln und geteilte Interessen reflektieren sollen. Diese werden in Abkommen festgehalten, welche jedoch keine politische Verbindlichkeit beinhalten. Das heißt, es fehlt eine Kontroll- und Sanktionsinstanz, welche die Einhaltung dieser Abkommen absichern könnte.
Die nächste Stufe ist die operative Beschränkung. Hier gilt es vor allem zu vermeiden, dass die gegnerische Partei eigene militärische Aktionen missversteht und sie als Bedrohung interpretiert. Deshalb sollen beispielsweise Manöver vorher angemeldet und in ihrer Größe begrenzt werden.
Auch die Kommunikation soll weiter verbessert werden. So soll den Staaten die Möglichkeit gegeben werden, im Ernstfall andere Staaten direkt zu kontaktieren. Als prominentes historisches Beispiel ist hier das nach der Kuba-Krise eingerichtete „Rote Telefon“ zwischen den USA und der Sowjetunion zu nennen. Auch soll durch Kommunikation verhindert werden, dass ein Manöver eben doch als Angriffsvorbereitung missverstanden wird, wie es etwa bei der NATO-Übung Able Archer 83 der Fall war, und es „aus Versehen“ zum Krieg kommt.
Maßnahmen zur Schaffung von Transparenz und Vertrauensbildung zwischen Staaten erhalten durch Verifikation eine höhere Qualität.

#### Verifikationsmaßnahmen
Durch Verifikation soll die Einhaltung vertraglicher Verpflichtungen entweder wechselseitig durch die beteiligten Vertragsparteien oder durch eine internationale Organisation überprüft werden. Verifikationsmaßnahmen im Rahmen der Rüstungskontrolle beruhen auf dem simplen Grundsatz: „Vertrauen ist gut, Kontrolle ist besser.“
Modellieren lässt sich das Wechselspiel von Kontrolle und Vertrauen auch mit dem Gefangenendilemma aus der Spieltheorie, demzufolge trotz vereinbarter Kooperation der Anreiz zum Betrug besteht. Um diesem Betrug vorzubeugen, bedient sich Rüstungskontrolle Verifikationsmaßnahmen, die dafür sorgen sollen, dass
- Informationen über Regeleinhaltungen eingeholt werden
- Verstöße zuverlässig und zeitnah aufgedeckt werden
- der Versuch von Vertragsverletzungen unattraktiv gemacht wird

Verifikationsmaßnahmen sollten stets, unabhängig davon, welche Methode und Organisationsform gewählt wird, gewisse Bedingungen erfüllen, um ihr Ziel zu erreichen: Sie sollten zweckmäßig, adäquat, effektiv und angemessen sein. Das bedeutet, dass die Verifikationsmaßnahmen grundsätzlich dazu geeignet sein müssen, einen Regelverstoß zeitnah als solchen zu erkennen. Ebenfalls sollten sie von äußeren Einflüssen unabhängig sein, um keinem Vertragsmitglied die Möglichkeit zu geben, unentdeckt den Vertrag zu umgehen. Die Angemessenheit besteht darin, dass die Verifikationsmaßnahmen das geringste Mittel darstellen sollen, welches erfolgversprechend ist und das Vertragsmitglied nicht unnötig einschränkt.
Verifikationsinstrumente

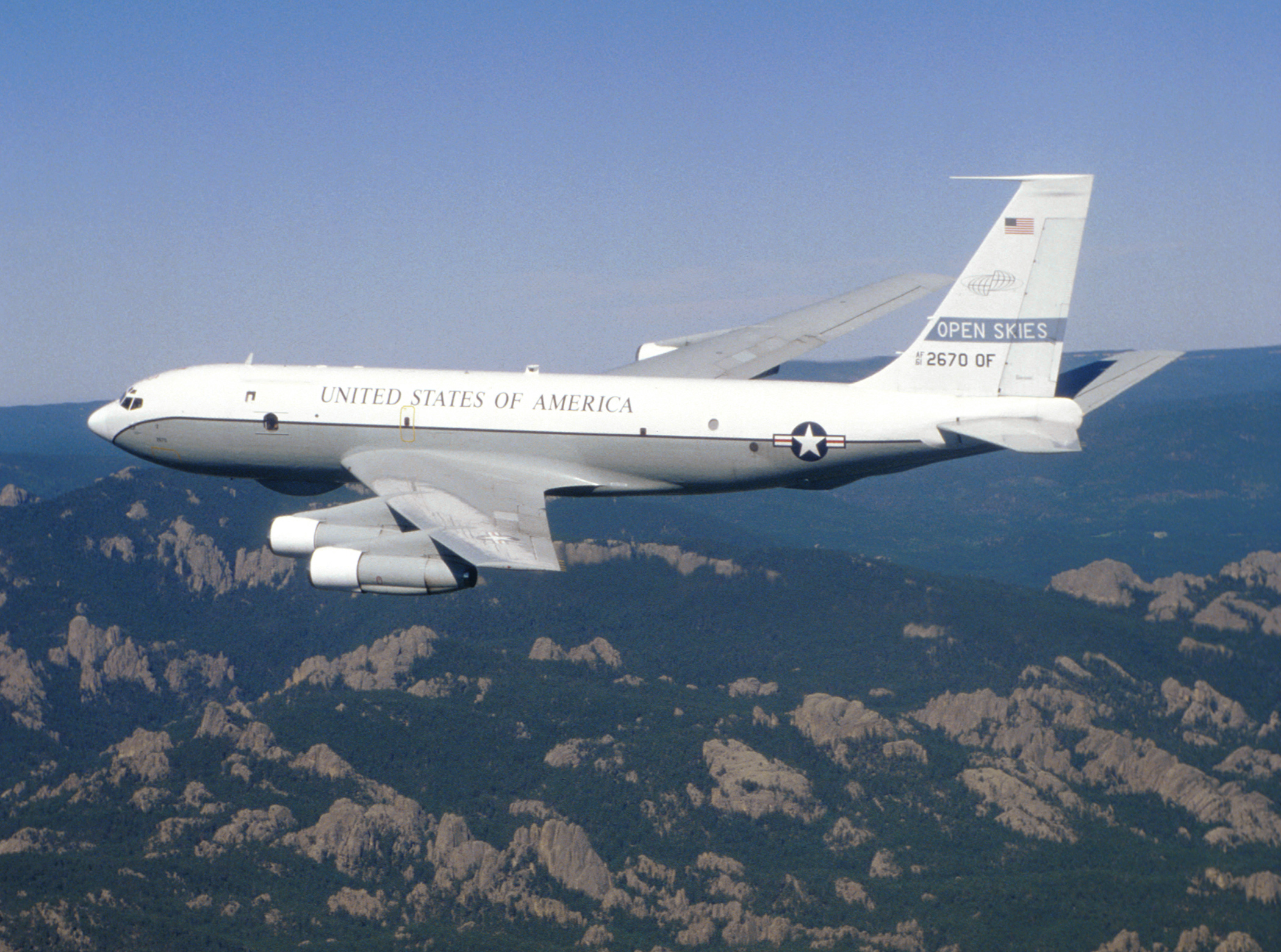
Eine USAF OC-135B als technisches Mittel zur Verifikation im Rahmen des Open-Skies-Vertrags

- Informationsaustausch bzw. Datenaustausch
- Beobachtung durch technische Mittel (z. B. Satelliten, Sensoren, Überwachungskameras, Siegel etc.)
- Vor-Ort-Inspektionen (angemeldet oder unangemeldet)
- Beobachtung von Militärmanövern

Aufbau und Festigung des gegenseitigen Vertrauens ist als eines der Ziele der Verifikation zu definieren, besonders in Bezug auf die Wirksamkeit von Kontrollmaßnahmen, aber auch hinsichtlich der Qualität der gesamten zwischenstaatlichen Beziehungen. Verifikation ermöglicht die frühzeitige Erkennung von Regelverstößen. Das bedeutet, dass die Partnerstaaten eines Abkommens zum einen befürchten müssen, dass andere Staaten einen eigenen Regelverstoß schnell bemerken. Zum anderen bedeutet es, dass sie sich darauf verlassen können, dass Regelverstöße der anderen aufgedeckt werden und sie somit dem Abkommen vertrauen können und sich selbst daran halten. Ab der Ebene der Gemischten Konflikte wird Verifikation idealtypisch zum festen Bestandteil der Rüstungskontrolle.

#### Compliance
Das Problem der Verifikation ist, dass es nicht möglich ist ein System zu finanzieren, welches die Einhaltung der Verträge absolut und vollständig kontrollieren kann. So besteht vor allem beim Informationsaustausch die Gefahr von Falschangaben, womit dieser wirkungslos würde. Ziel muss es daher sein, die Wahrscheinlichkeit einer Aufdeckung von groben Regelverstößen so hoch wie möglich zu halten.
Doch selbst wenn ein wirksames Verifikationssystem gewährleistet wird, braucht man ein ebenso wirksames System von Maßnahmen, um die Einhaltung der Kontrollabkommen durchzusetzen.

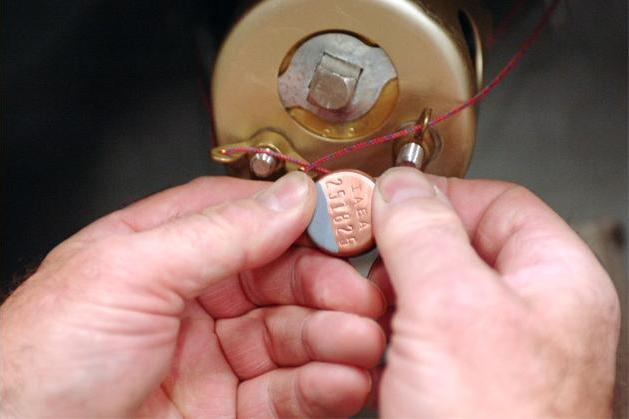
Siegel der Internationalen Atomenergiebehörde, angebracht von IAEO-Inspektoren, die durch Vor-Ort-Inspektionen die Einhaltung des Atomwaffensperrvertrags überwachen

Dieses Compliance genannte Durchsetzungsverfahren zielt darauf ab, Mitglieder, welche sich nicht an den entsprechenden Rüstungskontrollvertrag halten, unter Druck zu setzen, um sie zur Einhaltung des Vertrages zu zwingen. In letzter Konsequenz kann dies in manchen Fällen – je nach Vertrag – bis hin zur Möglichkeit einer militärischen Intervention reichen.
Der Compliance-Politik liegen zwei Pfeiler zugrunde, welche die Stabilität aller Rüstungskontrollregime garantieren. Zum einen muss die große Mehrheit der Mitglieder die Prinzipien, Normen und Regeln befolgen und unterstützen. Dies wird durch die Identifizierung mit diesen Regeln und den Wunsch zur Sicherheit erreicht. Zum anderen werden verlässliche Verfahren erarbeitet, welche die Aufgabe haben, schwerwiegende Vertragsverletzungen zu erkennen und gegebenenfalls Maßnahmen gegen diese einzuleiten.
Ein solches Compliance-Verfahren besteht aus mehreren Schritten. Zuerst muss im Kollektiv der Regelverstoß festgestellt werden. Hierzu werden die Informationen, welche durch Verifikationsmaßnahmen gewonnen wurden, von den Vertragsmitgliedern ausgewertet. Daraufhin wird festgestellt, ob es sich um einen Regelverstoß handelt. Anzumerken ist, dass die einzelnen Mitglieder fair und gleich behandelt werden, da ansonsten das Vertrauen in den Vertrag in Frage gestellt würde.
Daraufhin können Maßnahmen beschlossen werden um das Mitglied, welches den Regelverstoß begangen hat, zu sanktionieren und zum Einlenken zu bewegen. Das hier auftretende Problem ist, dass bei vielen Verträgen die Sanktionierungsmaßnahmen einstimmig beschlossen werden müssen, was bedeutet, dass das beschuldigte Mitglied sich durch eine Gegenstimme selbst freisprechen kann.
In der Praxis werden daher nicht alle Verstöße gegen einen Rüstungskontrollvertrag gleich gewertet. So erfolgt etwa im Falle von Nuklearfragen und Verstößen gegen den Atomwaffensperrvertrag stets eine Einzelfallbewertung durch den UN-Sicherheitsrat, in die auch Einschätzungen über die Motivlage des regelbrechenden Staates einfließen. Nur wenn aus dem Vertragsbruch eine Bedrohung der internationalen Sicherheit resultiert, würden hier Compliance-Maßnahmen bis hin zur letzten Eskalationsstufe, eine militärische Intervention, in die Wege geleitet.
Zusammengefasst ist das Problem des Compliance-Verfahrens im Rahmen der Rüstungskontrolle die Balance zwischen einerseits existierenden Maßnahmen, die unter Umständen jedoch nicht durchschlagend genug sind, und andererseits erfolgversprechenderen Maßnahmen, die jedoch einen stärkeren Eingriff in die Souveränität des betreffenden Staates darstellen würden.

#### Rüstungsbeschränkung und Abrüstung
Weitere Maßnahmen auf Ebene der Gemischten Konflikte sind quantitative und qualitative Beschränkungen, welche die Aufrüstung zwar nicht immer aufhalten, diese jedoch zumindest regulieren und kontrollieren.
Quantitativ bedeutet, dass die Aufrüstungsrate begrenzt wird. Mit qualitativen Beschränkungen sind zum einen Verbote einzelner Waffensysteme (wie zum Beispiel die Ächtung von Anti-Personenminen im Rahmen der Ottawa-Konvention) und zum anderen die Limitierung der Weiterentwicklung von bestimmten Technologien (wie etwa die Begrenzung der Anzahl von Mehrfachsprengköpfen im Rahmen von SALT II) gemeint. Die Einhaltung dieser Maßnahmen wird wiederum durch Verifikation kontrolliert.

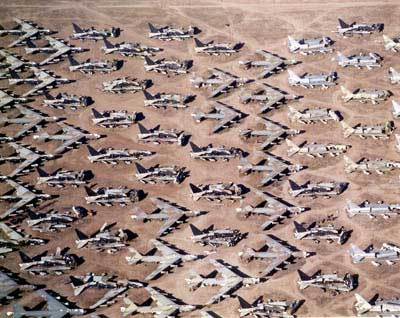
Zerstörte B-52G auf dem Gelände des AMARG im Rahmen der Verifikation von START I

Ebenso durch Verifikationsmaßnahmen kontrolliert wird häufig auch die vertragskonforme Abrüstung von Waffensystemen, wie etwa im Nuklearbereich das Außerdienststellen und Zerstören durch ein vertraglich festgeschriebenes Verfahren von Trägersystemen wie Interkontinentalraketen oder Langstreckenbombern. Im Rahmen von SALT I wurde so unter anderem vereinbart, dass schwere Bomber wie die amerikanische B-52 in fünf Teile zerschnitten und für sowjetische Satelliten im Freien sichtbar platziert werden mussten.

### Überwiegend kooperative Beziehungen
Diese Form der Beziehung ist weitgehend von Zusammenarbeit geprägt, jedoch ist weiterhin ein Rest von Misstrauen vorhanden. Trotzdem ist die Transparenz, vor allem in den militärischen Bereichen, fast vollständig gegeben und Probleme werden oftmals gemeinsam erörtert und gelöst – in der Regel auf Basis bereits vereinbarter Abkommen und Verträge und den dazugehörigen Verhandlungsforen.

### Sicherheitsgemeinschaft
Im Rahmen einer Sicherheitsgemeinschaft (Begriff nach Karl W. Deutsch) werden nahezu alle Bereiche, die das Militär betreffen, transparent und in Kooperation mit anderen Staaten geregelt. Die Europäische Union bietet – etwa in Form des Eurokorps – dafür zahlreiche Beispiele. In einer Sicherheitsgemeinschaft besteht auch die Möglichkeit zu gemeinsamen Ausbildungsvorhaben und Übungen sowie zu multinationalen Einsätzen in Krisengebieten. Das Misstrauen des Sicherheitsdilemmas ist zum Entstehungszeitpunkt einer Sicherheitsgemeinschaft über Zeit der Erwartung gewichen, dass politische Veränderungen jedweder Art stets frei von Bedrohungen und friedlich vonstattengehen.

## Geschichte der Rüstungskontrolle
Der folgende historische Überblick bietet lediglich eine Auswahl der wichtigsten Rüstungskontrollbemühungen. Bitte beachten Sie für eine detailliertere Auflistung die Liste internationaler Rüstungskontrollverträge.

### Die Anfänge der Rüstungsbegrenzung
Bereits vor 2000 Jahren gab es zahlreiche Versuche, die staatliche Rüstung zu kontrollieren oder zu begrenzen. Beispielhaft ist hier der Friedensvertrag zwischen Rom und Karthago nach dem Zweiten Punischen Krieg im Jahr 201 v. Chr. Dieser verpflichtete die Karthager, fast die gesamte Kriegsflotte an die Römer auszuliefern. Im Friedensvertrag nach dem Zweiten Makedonisch-Römischen Krieg im Jahr 196 v. Chr. sollte die gesamte Makedonische Kriegsflotte an Rom ausgeliefert und die Makedonier aus Griechenland verdrängt werden.
Während des Mittelalters ist insbesondere an den so genannten Gottesfrieden zu denken. Der Begriff Gottesfrieden fasst eine Reihe von Beschlüssen zusammen, die, unter Androhung kirchlicher Strafen, Übergriffe gegen unbeteiligte Personen, Gebäude und Objekte (Vieh) verhindern wollten. Verwirklicht wurde der Gottesfriede von Kirche und Hochadel. Ziel war eine Kontrolle der häufigen Konflikte des mittleren und niederen Adels.
In den Anfängen der Neuzeit gab es erstmals Dokumente, welche Abkommen über Waffenstillstände enthielten. Dies waren Vereinbarungen, in welchen den Besiegten (oder auch beiden Parteien) Bestimmungen für die weitere Rüstung auferlegt wurden. So wurde am Rande des Dreißigjährigen Krieges beim Waffenstillstand von Kötzschenbroda 1645 zwischen Schweden und Sachsen festgelegt, dass der Kurfürst von Sachsen innerhalb einer Frist von sechs Monaten keine neuen Truppen aufstellt oder bestehende verstärkt.
Im Folgenden werden die nennenswertesten Entwicklungen in der Geschichte der Rüstungskontrolle ab dem 19. Jahrhundert abrissartig dargestellt:
- Abrüstungsinitiative [1816][16]

Alexander I., Zar von Russland, forderte bereits im Jahre 1816 von dem britischen Staatsmann Lord Castlereagh eine Verminderung der bewaffneten Kräfte aller Art, um einen dauerhaften Frieden gewährleisten zu können.
- Rush-Bagot Vertrag [1818][17]

Im Jahr 1818 vereinbarten die Vereinigten Staaten und das Vereinigte Königreich den ersten Rüstungskontrollvertrag des modernen Industriezeitalters. Der britische Diplomat Richard Rush und der amerikanische stellvertretende Staatsminister Charles Bagot unterschrieben den Vertrag im April 1817 und im darauffolgenden Jahr ratifizierte der amerikanische Senat den Vertrag. Der Vertrag schrieb die Demilitarisierung der Großen Seen zwischen Amerika und Kanada vor und erlaubte den Marine-Streitkräften beider Länder nur ein Schiff mit einhundert Tonnen pro See.
- Petersburger Erklärung [1868]

Dieser völkerrechtliche Vertrag zwischen dem Russischen Zarenreich, allen europäischen Staaten und Nordamerika verbietet den Einsatz von Munition mit weniger als 400 g Gewicht, die mit Spreng,- Verpuffungs- oder Brandladung versehen ist. Er stellt den ersten Vertrag der Rechtsgeschichte zur Begrenzung der erlaubten Mittel bei der Kriegsführung dar.
- Abrüstungsinitiative [1898][18]

Das durch den russischen Außenminister Graf Murawjow erarbeitete Rundschreiben, basierend auf den Vorschlägen des Zaren Nikolaus II., beinhaltete das Verbot der Erhöhung der Verteidigungsausgaben und das Einfrieren der Rüstungsdynamik der gegenwärtigen Land- und Seestreitkräfte. Resultierend aus den Vorschlägen des Zaren, der die Rücklage Russlands im Rüstungswettbewerb Europas erkannte, kam es im darauffolgenden Jahr zur ersten multilateralen Abrüstungskonferenz: Der I. Haager Friedenskonferenz im Jahr 1899. Das erklärte Ziel Russlands war es dabei, universellen Frieden und eine Verringerung der exzessiven Rüstungsdynamik sicherzustellen. Die Vorschläge des russischen Zarentums resultierten damit weniger aus einem pazifistischen Willen, als eher aus dem bedrohlichen Rüstungsvorsprung der Nachbarstaaten heraus.
- I. Haager Friedenskonferenz [1899][19][20]

Die Friedenskonferenz, die im Juli 1899 in Den Haag stattfand, sollte neben Vorschlägen zur friedlichen Konfliktbewältigung vor allem der Abrüstung dienen. Sie bildete eine der frühsten Formen von multilateralen Verhandlungen, die nicht während eines Krieges getätigt wurden. Die 26 teilnehmenden Staaten erzielten zwar keine weitreichenden Ergebnisse hinsichtlich der Abrüstung oder Rüstungskontrolle, konnten jedoch ein Verbot der Verwendung von Geschossen mit erstickenden oder giftigen Gasen und anderen heimtückischen Waffen erreichen.
- II. Haager Friedenskonferenz [1907][19]

Als Nachfolger der Konferenz von 1899, tagte im Juni 1907 die II. Haager Friedenskonferenz. Die 44 teilnehmenden Staaten einigten sich auf die Einrichtung eines ständigen Schiedsgerichtshofs in Den Haag, dessen Hauptaufgabe in der Schlichtung von Konflikten zwischen konkurrierenden Staaten bestehen sollte. Zudem wurden mit Verhandlungen für Verhaltensregeln in kriegerischen Auseinandersetzungen die Grundlagen für das internationale Recht gelegt. So wurde z. B. das Staatsgebiet neutraler Staaten als unantastbar deklariert.

### Rüstungskontrolle nach dem Ersten Weltkrieg
- Friedensvertrag von Versailles (auch: Versailler Vertrag) [1919][22]

In dem Friedensvertrag von Versailles legte die Triple Entente, den Mittelmächten und seiner Verbündeten, eine weitreichende Abrüstung und Rüstungskontrolle (Interalliierte Militär-Kontrollkommission) auf. Diese waren in den Artikeln 159 bis 213 des Vertrages geregelt. Danach sollten die deutschen Streitkräfte demobil gemacht, herabgesetzt (Art. 159) und die allgemeine Wehrpflicht abgeschafft werden (Artikel 173). Durch mangelnde Verifikation, insbesondere aber durch das Fehlen einer international durchsetzungsfähigen Instanz rüstete die Reichswehr mit Hilfe der Sowjetunion auf. Im Vertrag von Rapallo sicherten sich die beiden international isolierten Staaten auch militärische Unterstützung zu. Umsetzung dieser Unterstützung erfolgte durch Einrichtungen wie die Panzerschule Kama oder den geheimen Ausbildungsfliegerhorst Lipzek. Auch wenn viele Rüstungsmaßnahmen der Reichswehr geheim gehalten werden sollten, so waren sie doch der internationalen Öffentlichkeit bekannt, schon bevor die Nationalsozialisten an die Macht kamen. Dies illustriert die damals mangelnde Fähigkeit der Staatengemeinschaft, auf Vertragsbrüche zu reagieren. Die Sowjetunion war als Nichtunterzeichner des Versailler Vertrages sowie Nichtmitglied des Völkerbundes nicht an Vorgaben der formalen Siegermächte gebunden und rüstete ihrerseits auf.
- Völkerbund [1920][22]

Der Völkerbundsrat in dem Völkerbund war für sicherheitsrelevante Themen verantwortlich und ist in der Funktion mit dem heutigen Weltsicherheitsrat vergleichbar. Zusammen mit der Völkerbundversammlung sollte er unter anderem die globale Rüstung kontrollieren und beschränken. Durch diese Institution sollte das im ersten Kapitel des Völkerbundabkommens gesetzte Ziel, der maximalen Minimierung der globalen Rüstung, erreicht werden. Zur Überwachung der Rüstungskontrolle wurde eine dauerhafte Beratungskommission einberufen, welche jeweils aus einem Repräsentanten jeder Teilstreitkraft pro Mitgliedsnation bestand. Ab 1925 wurde speziell eine Kommission einberufen, die zur Vorbereitung und Beratung einer Abrüstungskonferenz diente. Diese Kommission hatte sechs Sitzungen, bis sie 1930, ohne greifbare Ergebnisse, aufgelöst wurde. Der Ausbruch des Zweiten Weltkrieges besiegelte das Scheitern der Hauptaufgabe des Völkerbundes.
Der Völkerbund verhandelte in den meisten seiner Tagungen mit dem Ziel der Ab- oder Rüstungsbeschränkung. Einige der Erfolge in der Rüstungskontrolle sollen aufgelistet werden:
- Der Völkerbund bildete die erste internationale Körperschaft, welche mit der Überwachung des Handels von Waffen und Munition und der präventiven Verhinderung von Herstellung Munition im Privatgebrauch betraut wurde.
- Das Jahrbuch des Völkerbundes: Ab 1924 wurde pro Jahr eine statistische Analyse der globalen Rüstungsausgaben, der Lage paramilitärischer Kräfte und der Polizeikräfte pro Staat veröffentlicht. Dazu wurden Daten zum internationalen Transfer von Waffen und Munition sowie deren Wert angegeben. Die Daten waren jedoch unvollständig und teils nur fehlerbehaftete Näherungswerte. Durch diese Analyse wurde Rüstung erstmals in Zahlen für die Öffentlichkeit zugänglich.
- Genfer Protokoll: Nachdem ein Abkommen über die Regelung des Waffenexports in St. Germain 1919 nicht zustande kam, fand in Genf 1925 eine weitere Tagung statt. In dieser sollte der globale Waffenhandel geregelt werden. Es wurden dabei fünf Typen von Waffen unterschieden, die nur unter bestimmten staatlichen Kontrollen und internationalen Auflagen gehandelt werden durften. Ziel war es unter anderem, den Schwarzhandel zu unterbinden. Da keine Verifikationsmaßnahmen für Waffenproduktion im Vertrag etabliert werden konnten, wurde das Dokument nicht ratifiziert. Jedoch wurde das Verbot der Nutzung von chemischen und biologischen Waffen international und dauerhaft anerkannt. Das Abkommen über biologische Waffen von 1972 knüpfte an das Genfer Protokoll an.
- Briand-Kellogg-Pakt: In dem ab 1929 rechtsgültigen Vertrag verpflichteten sich die Nationen, keine Gewalt zur Interessendurchsetzung innerhalb der internationalen Beziehung zu gebrauchen. Der Angriffskrieg sollte damit verboten werden. Der Vertrag wurde nicht innerhalb des Völkerbundes verhandelt, hatte durch diesen jedoch ein Diskussionsfundament. Gegenüber einem Verstoß mangelte es aber an Verifikations- und Sanktionsmaßnahmen. Diese Idee wurde in Art. 2 Nr. 4 der UN-Charta übernommen und erweitert.
- Genfer Abrüstungskonferenz: In der erstmaligen Konferenz über eine globale Verringerung und Limitierung jeglicher Rüstung, waren 60 Staaten vertreten. Die Öffentlichkeit und internationale Organisationen waren stark beteiligt. Neben der Abrüstung waren weitere Ziele die Etablierung eines Systems kollektiver Sicherheit, das Verbot jeglicher chemischer, biologischer sowie Brandgeschosswaffen, globale Kontrolle der Waffenherstellung und des Waffenhandels und Überwachungsmöglichkeiten und Garantien zur Einhaltung der Verpflichtungen. Nach dem Austreten des Deutschen Reiches und dem Tod des Vorsitzenden der Konferenz 1935 wurde die Konferenz beendet. Ratifiziert wurden nur die Kodifizierung des Gebrauchs von Gaswaffen und das Verbot von biologischen Waffen.

- Washingtoner Flottenvertrag[31] (auch: Washingtoner Flottenabkommen) [1922]

Als erste wesentliche multilaterale Übereinkunft wurde im Februar 1922 ein Vertrag über die Begrenzung der Seerüstung zwischen den Vereinigten Staaten, dem Vereinigten Königreich, Frankreich, Italien und Japan geschlossen. Beruhend auf der Freiwilligkeit der Staaten, einigten sich die fünf Seemächte in Washington, D.C. auf die Begrenzung ihrer Schlachtschiffe. Dabei konnten Gesamttonnage-Höchstgrenzen für jeden Schiffstyp und jedes Land festgelegt werden. Ausgenommen von dem Vertrag waren Zerstörer und U-Boote.
- Londoner Abkommen[33] (auch: Londoner Konferenz; Londoner Vertrag) [1930]

Die Rüstungsdynamik im Bereich der sogenannten Kreuzer sollte Eindämmung finden und die Konferenz, bestehend aus den Vereinigten Staaten, dem Vereinigten Königreich und Japan, beschränkte die Anzahl und das Kaliber von Geschützen sowie Tonnage und Ausrüstung von Schiffen. Das Abkommen lief im Jahre 1936 aus.
- Deutsch-britisches Flottenabkommen[34] [1935]

In dem bilateralen Flottenabkommen mit dem Vereinigten Königreich wurde dem Deutschen Reich im Juni 1935 gestattet, die Flottenstärke auf 35 % der Stärke der britischen Flotte auszubauen.

### Rüstungskontrolle nach dem Zweiten Weltkrieg
- Antarktisvertrag [1959][35][36]

1958 folgten 11 Nationen der Einladung der Vereinigten Staaten, welche Forschung in der Antarktis betrieben, um über die Nutzung dieses Gebietes zu beraten. Der Vertrag stellte das erste mehrseitige Rüstungsbegrenzungsabkommen nach dem Zweiten Weltkrieg dar und betraf den gesamten antarktischen Kontinent sowie kleinere Inseln. 1961 in Kraft getreten, verbot dieser Explosionen von Kernwaffen, die Errichtung von Militärbasen mit Nuklearwaffen sowie das Freisetzen radioaktiver Abfälle.
- Vertrag über das Verbot von Kernwaffenversuchen in der Atmosphäre, im Weltraum und unter Wasser (auch: Partieller Teststopp-Vertrag, Limited Test Ban Treaty, Nuclear Test Ban Treaty) [1963]

Mit diesem Atomteststoppabkommen wurden jegliche Detonationsversuche von Nuklearwaffen im freien Gelände (Atmosphäre, Weltraum, unter Wasser) verboten. Detonationen im Untergrund waren jedoch nicht erfasst, sodass Testexplosionen unter der Erde weiter stattfanden, mit der Auflage, dass Radioaktivität außerhalb des unterirdischen Systems nicht auftreten durfte. Aufgrund dieser Vertragslücke wurde das Abkommen auch als Partial Test Ban (PTBT) bezeichnet. Mit dem Vertrag wurde ein enormer Schutz für die Umwelt und die Zivilbevölkerung erreicht. Er markierte zudem die erste merkbare Verbesserung in der Beziehung zwischen den USA und der Sowjetunion. Der Vertrag wurde in seiner ursprünglichen Form zwischen den USA, Großbritannien und der Sowjetunion geschlossen. Selbst Staaten, die sich nicht an den Verhandlungen des Vertrags beteiligten, wie Frankreich und China, hielten sich an diesen.
- Vertrag über die Grundsätze zur Regelung der Tätigkeiten von Staaten bei der Erforschung und Nutzung des Weltraums einschließlich des Mondes und anderer Himmelskörper (auch: Weltraumvertrag; Outer Space Treaty) [1967]

Die 98 Unterzeichnerstaaten des im Januar 1967 vereinbarten Vertrages verpflichteten sich, keine Gegenstände, die Kernwaffen oder Massenvernichtungswaffen tragen, in den Weltraum zu verbringen (Artikel IV). Die Entmilitarisierungsbestimmung des Artikel IV gilt als wichtigste Klausel des multilateralen Vertrages. Ergänzt wurde der Weltraumvertrag 1979 durch den sogenannten „Mondvertrag“, der inhaltlich an die friedliche Nutzung des Weltraumes anknüpfte. Dieser wurde lediglich von 13 Staaten ratifiziert.
- Nichtverbreitungsvertrag (NVV; Auch: Atomwaffensperrvertrag; Treaty on the Non-Proliferation of Nuclear Weapons, NPT) [1968][36][42]

Der 1970 in Kraft getretene Nichtverbreitungsvertrag unterteilte die Vertragsstaaten in einerseits Kernwaffenstaaten, welchen die Weitergabe nuklearer Waffen an nichtnukleare Staaten untersagt wurde. Andererseits wurde es nicht nuklear-bewaffnete Staaten verboten, Technologien dieser Art zu militärischen Zwecken zu verwenden. Nach Ratifizierung soll der Vertrag jeweils alle fünf Jahre durch Überprüfungskonferenzen auf Regelungslücken geprüft werden.
Jedoch verweigern inoffizielle Atomwaffenstaaten, wie Indien, Israel und Pakistan, ihre Mitgliedschaft bis heute. Nordkorea kündigte 2003 seine Mitgliedschaft. Weitere Schwierigkeiten liegen im Zeitpunkt der Erfüllung der Abrüstung. Es ist nicht klar definiert, bis wann alle Nuklearwaffen demontiert werden sollen. Dies lässt Spielraum für Interpretation, denn sowohl Kernwaffenstaaten wie nichtnukleare Staaten legen den Atomwaffensperrvertrag unterschiedlich aus. Die USA planen beispielsweise eine Verkleinerung ihres Kernwaffenarsenals bis 2070, jedoch sollen alle übrigen Waffen modernisiert und zukünftige technologisch verbessert werden.
- Vertrag über das Verbot der Stationierung von Kernwaffen und anderen Massenvernichtungswaffen auf dem Meeresboden, dem Grunde des Ozeans und in dem zugehörigen Untergrund (auch: Meeresbodenvertrag) [1971]

Im Anschluss an den Antarktisvertrag und den Weltraumvertrag folgte im Februar 1971 der Meeresbodenvertrag, um Gebiete, die in den gemeinsamen Interessen der Menschheit liegen, von Atomwaffen freizuhalten. In diesem Vertrag kamen 84 Unterzeichnerstaaten u. a. zu der Übereinkunft, dass Kernwaffen und andere Massenvernichtungswaffen nicht auf dem Meeresboden stationiert oder erprobt werden dürfen.
- Biowaffenkonvention [1972]

Am 10. April 1972 wurde die Konvention über biologische Waffen unterzeichnet. Diese trat 1975 in Kraft. Die Vertragsstaaten verpflichten sich, biologische Kampfstoffe nicht zu entwickeln, zu lagern, zu produzieren oder anderweitig an diese zu gelangen. Als problematisch wird die Tatsache angesehen, dass die vereinbarten Bedingungen relativ leicht umgangen werden können und keine Regelung zum Einsatz von Kampfstoffen getroffen wurde.

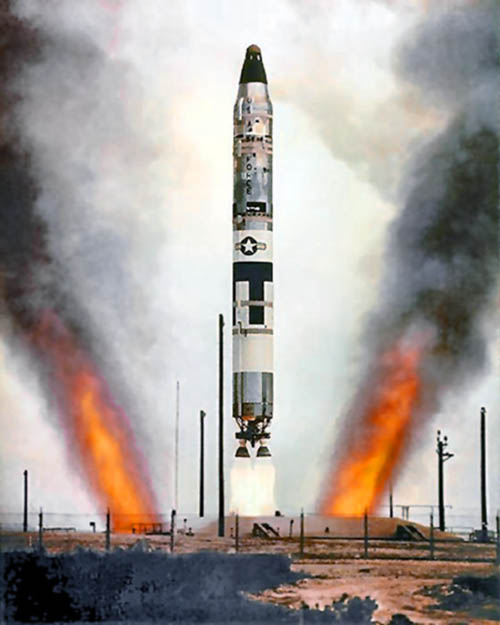
Start einer US-amerikanischen Interkontinentalrakete vom Typ Titan II. Interkontinentalraketen standen im Zentrum der Rüstungsdynamik im Ost-West-Konflikt und wurden daher zum Gegenstand von Rüstungskontrollverträgen.

- SALT-I-Vertrag (Strategic Arms Limitation Treaty) [1972]

Im Mai 1972 wurde SALT zwischen den USA und der Sowjetunion unterzeichnet. Langfristig sollte das amerikanisch-sowjetische Verhältnis durch rechtsverbindliche Begrenzungen der Anzahl und der technischen Verbesserung des jeweiligen strategischen Potentials stabilisiert werden. Unter anderem sollte die Zahl der festpositionierten Interkontinentalraketen (ICBM) für fünf Jahre (ab Stand 1. Juli 1972) eingefroren werden. Aufgrund der ungleichen Anzahl an legitimierten Raketen je Seite wurden 1973 durch Verhandlungen die Bedingungen verfeinert.
- ABM-Vertrag (Anti-Ballistic-Missiles-Treaty) [1972]

Der ABM-Vertrag sah strenge Limitierungen bereits stationierter ballistischer Raketenabwehrsysteme von USA und Sowjetunion vor, von denen lediglich einer nahe der Hauptstadt stationiert werden sollte. Beide Staaten durften je zwei ABM-Stützpunkte mit je 100 Raketen besitzen, seit 1974 nur noch einen Stützpunkt. Unter Präsident Ford bauten die USA schließlich ihr einziges ABM-System ab. Dieser Vertrag bildete einen Meilenstein der Rüstungskontrolle, da er die immensen Kosten der unzuverlässigen Raketenabwehrsysteme und das Eskalationsrisiko erheblich senkte. Er schuf weiterhin durch Vertrauensbildung weiteren Raum für Verhandlungen. Die USA unter der Bush-Regierung kündigten 2001 den Vertrag mit der Begründung auf, eine Verteidigung gegen Interkontinentalraketen schaffen zu müssen, die von Drittstaaten genutzt werden könnten.
- SALT II-Vertrag [1979][52]

Der im Juni 1979 von den USA und der Sowjetunion unterzeichnete SALT II-Vertrag sah eine Begrenzung der Zahl strategischer Systeme auf 2400 Stück (auf beiden Seiten) vor. Damit sollte zum SALT I eine quantitative Gleichheit der Raketensysteme geschaffen werden, die jedoch durch die variable Anzahl an Sprengköpfen pro Rakete untergraben wurde. Der Vertrag wurde durch den US-Kongress nicht ratifiziert. Jedoch hielten sich beide Supermächte an die Limitierung. Beide verpflichteten sich bereits bis Ende des Jahres 1981, auf eine Reduktion der Raketen. Die Höchstgrenze lag bei 1320 mit Cruise-Missiles ausgerüsteten Bombern und mit Mehrfachsprengköpfen ausgestatteten see- und landgestützten Raketen.
- START I-Vertrag [1982/1991]

Die Verhandlungen zum START I-Vertrag (Strategic Arms Reduction Talks) wurden 1982 von den USA und der Sowjetunion initiiert. Diese strebten eine Reduzierung sowie Umstrukturierung der nuklearen Trägersysteme interkontinentaler Reichweite und nuklearer Gefechtsköpfe an. Im Juli 1991 wurde dieser von den USA und UdSSR unterzeichnet und trat schließlich am 5. Dezember 1994 in Kraft. START I legte eine maximale Anzahl für land- und seegestützte Interkontinentalraketen und schwere Bomber bei 1600 Systemen fest. Landgestützte Interkontinentalraketen (Intercontinental Ballistic Missiles/ICBM) wurden separat auf 154 Stück begrenzt. Des Weiteren wurden nukleare Gefechtsköpfe auf eine Anzahl von 6000 eingeschränkt. Für Gefechtsköpfe auf ballistischen Raketen wurde ebenfalls eine Obergrenze von maximal 4900 festgelegt, wobei schwere auf 1540 und mobile ICBM Gefechtsköpfe auf 1100 limitiert wurden. Mittels Vor-Ort-Inspektionen sollten die im START-I-Vertrag festgehaltenen Regelungen direkt überprüft werden können.

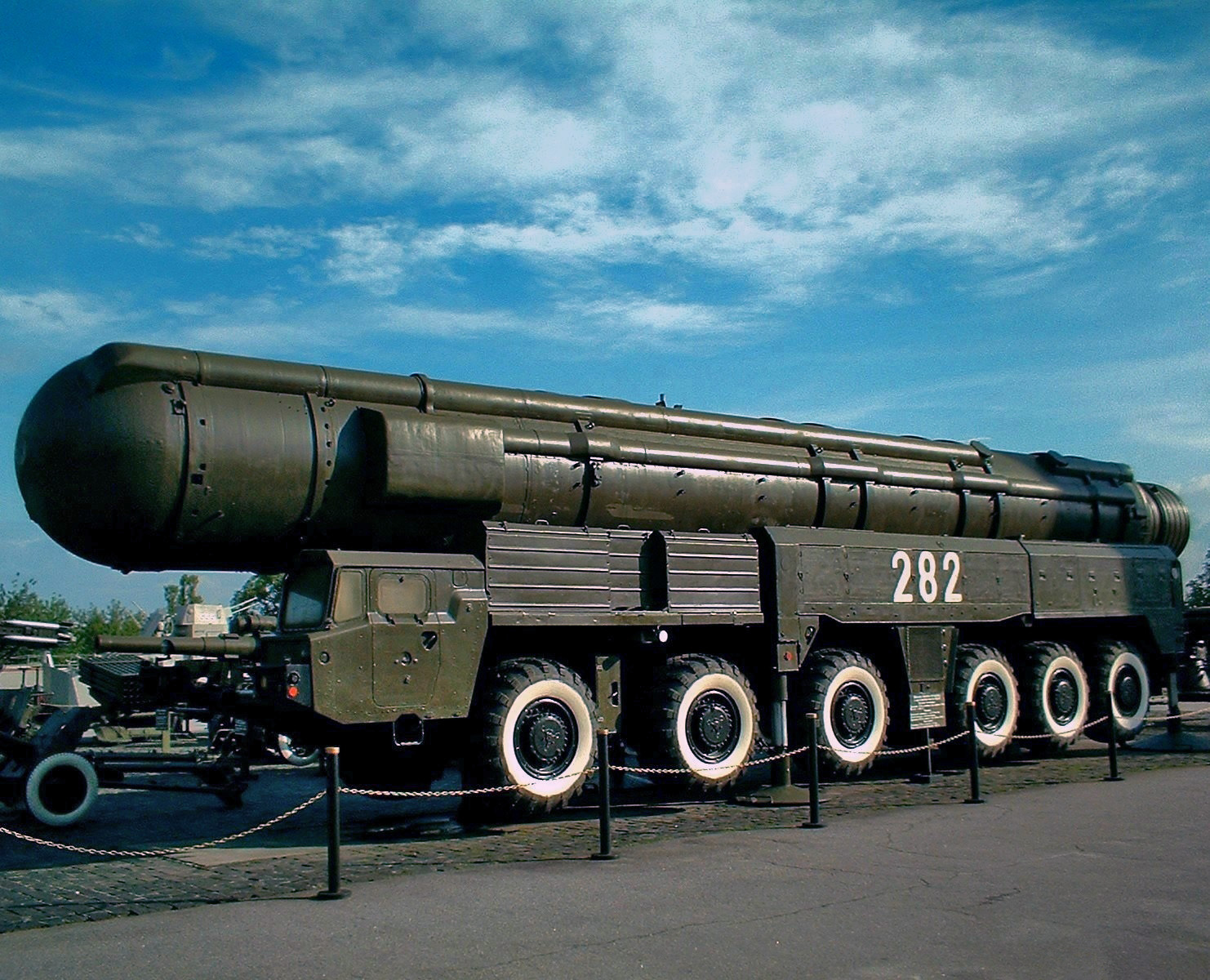
Mobile Startrampe mit RSD-10, NATO-Codename SS-20 Saber, ein Beispiel für eine Mittelstreckenrakete, welche durch den INF-Vertrag abgeschafft wurde

- INF-Vertrag[55][56] (Intermediate Range Nuclear Forces-Vertrag) [1987]

Im Intermediate Range Nuclear Forces-Vertrag wurden erstmals komplette Waffenkategorien zwischen den Vertragsparteien verboten. Der Vertrag wurde zwischen der Sowjetunion und den Vereinigten Staaten von Amerika geschlossen. Es war der bis dahin strikteste und genaueste Vertrag zur Kontrolle von Atomwaffen. Er sah vor bodengebundene Mittelstreckenraketen und Marschflugkörper der Reichweite 500 bis 5.000 Kilometer vollständig zu vernichten. Bereits stationierte Systeme, die Operationsinfrastruktur und Produktionsbasis sollten auch innerhalb von drei Jahren nach Inkrafttreten zerstört werden. Weiterhin wurden sowohl der Besitz, als auch die Benutzung solcher Waffen grundsätzlich untersagt. In den folgenden zehn Jahren gab es eine Vielzahl von gegenseitigen Kontrollen und Verifikationen, dass der Vertrag eingehalten wurde. Im April und Mai 1991 gaben die USA und Russland bekannt, dass sie alle Intermediate Range Nuclear Weapons vernichtet hatten, insgesamt 2,692 Marschflugkörper. Jedoch hatten sechs Folgestaaten der Sowjetunion – Belarus, Kasachstan, Russland, Turkmenistan, Usbekistan und die Ukraine – weiterhin Infrastruktur für INF’s. Vier dieser Staaten, nämlich Belarus, Kasachstan, Russland und die Ukraine beteiligten sich weiterhin an dem Vertrag. Turkmenistan und Usbekistan wurden vernachlässigt, da sie jeweils nur eine Operationsinfrastruktur im Land besaßen. Es besteht der Verdacht, dass Russland den INF-Vertrag durch Raketentests im Jahr 2013 und 2014 gebrochen haben könnte.
- Vertrag über die Konventionellen Streitkräfte in Europa[56][57][58][59] (auch: KSE-Vertrag) [1990]

Als Nachfolger der MBFR-Verhandlungen trat im Juli 1992 der sogenannte KSE-Vertrag in Kraft. Die 30 Vertragsstaaten einigten sich unter anderem auf Begrenzungen in den Waffenkategorien: Angriffshubschrauber, Artilleriewaffen, Kampfflugzeuge, Kampfpanzer und gepanzerte Kampffahrzeuge auf europäischem Boden. Dadurch und durch erhöhte Transparenz und Zusammenarbeit, soll das gegenseitige Vertrauen gestärkt und die Möglichkeit eines Überraschungsangriffes reduziert werden.
- US-sowjetisches Chemiewaffenabkommen [1990]

Im am 1. Juni 1990 unterzeichneten US-sowjetischen Chemiewaffenabkommen verpflichteten sich beide Staaten, bestehende Kampfmittel zu zerstören und künftig keine Chemische Waffen mehr zu produzieren. Beide Staaten behielten jedoch als Reserve jeweils 500 Tonnen an Kampfstoffen. Trotzdem stellt dieses bilaterale Abkommen einen wichtigen Wegpunkt bei der Abrüstung von Massenvernichtungswaffen dar.
- START II-Vertrag[44] [1993]

Am 17. Juni 1992 waren die Verhandlungen zum START II-Vertrag abgeschlossen. George W. Bush und Boris Jelzin unterzeichneten diesen am 3. Januar 1993. Der Vertrag sah vor, bis zum 1. Januar 2003 die Zahl, der auf Trägersystemen installierten Gefechtsköpfe, auf jeweils 3500 Stück zu reduziert und alle landgestützten strategischen Nuklearwaffen mit Mehrfachsprengköpfen zu verbieten. Dies hätte ein Drittel des Nuklearwaffenbestanden von 1991 dargestellt. Zudem wurde festgelegt, dass maximal 1750 Mehrfachsprengköpfe auf Interkontinentalraketen montiert werden dürfen, die auf U-Booten mit nuklearen Trägersystemen installiert sind. Durch das SORT-Abkommen von 2002, welches zwischen George W. Bush und Wladimir Putin beschlossen wurde, ist der Vertrag nie in Kraft getreten.
- Chemiewaffenkonvention [1993] Senfgasgranaten der US Army

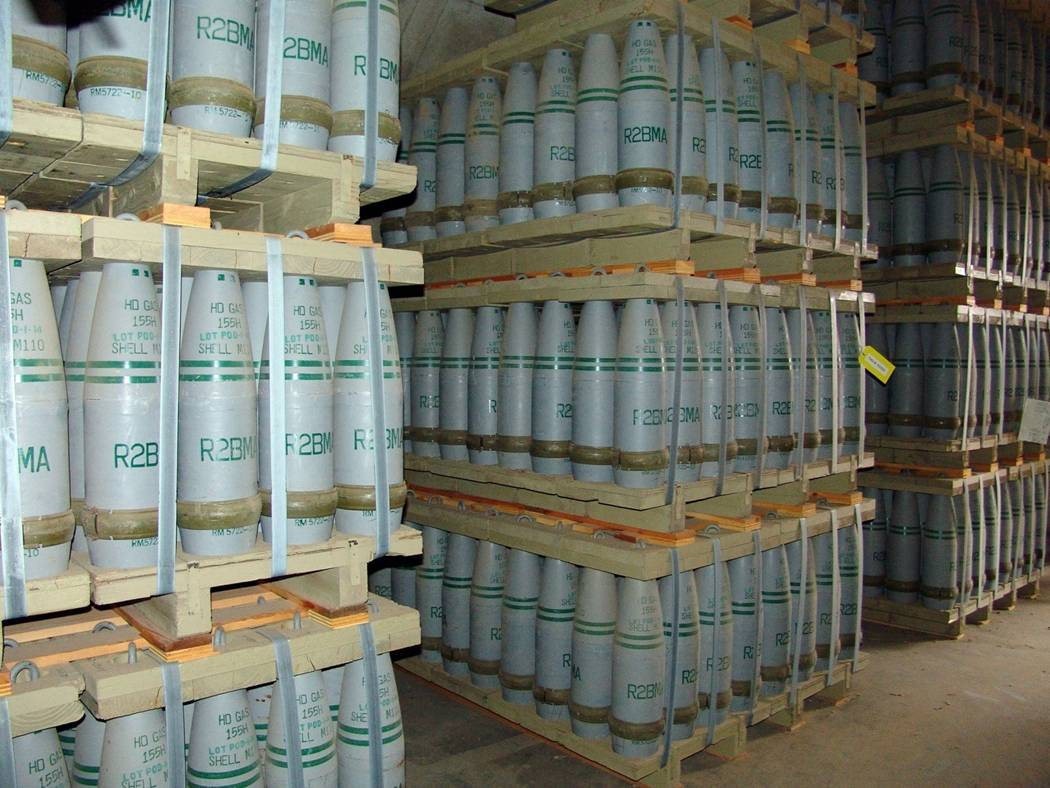
Senfgasgranaten der US Army

Im Januar 1993 wurde die Chemiewaffenkonvention unterzeichnet und trat 1997 in Kraft. Der Bann von Chemischen Waffen und die Zerstörung der Vorräte bedeutete die Abschaffung einer ganzen Kategorie von Waffen. Im Gegensatz zum NPT werden alle Unterzeichnerstaaten gleich behandelt und es erfolgt keine Unterteilung in Besitzer und Nichtbesitzer.
- Kernwaffenteststopp-Vertrag[63] (auch: Comprehensive Nuclear Test Ban Treaty; CTBT) [1996]

Dieser Vertrag bezeichnet einen von der Genfer Abrüstungskonferenz der Vereinten Nationen ausgearbeiteten und im September 1996 angenommener Vertrag zum Verbot jeglicher Atomtests. Dieser Vertrag kann erst in Kraft treten, wenn er durch alle diejenigen Länder ratifiziert worden ist, die nach IAEA-Angaben über Kernwaffentechnologien verfügen oder Atomenergieanlagen nutzen. Bis 2002 haben von den Atommächten nur Großbritannien, Frankreich und Russland den Vertrag ratifiziert.
- Ottawa-Konvention [1997]

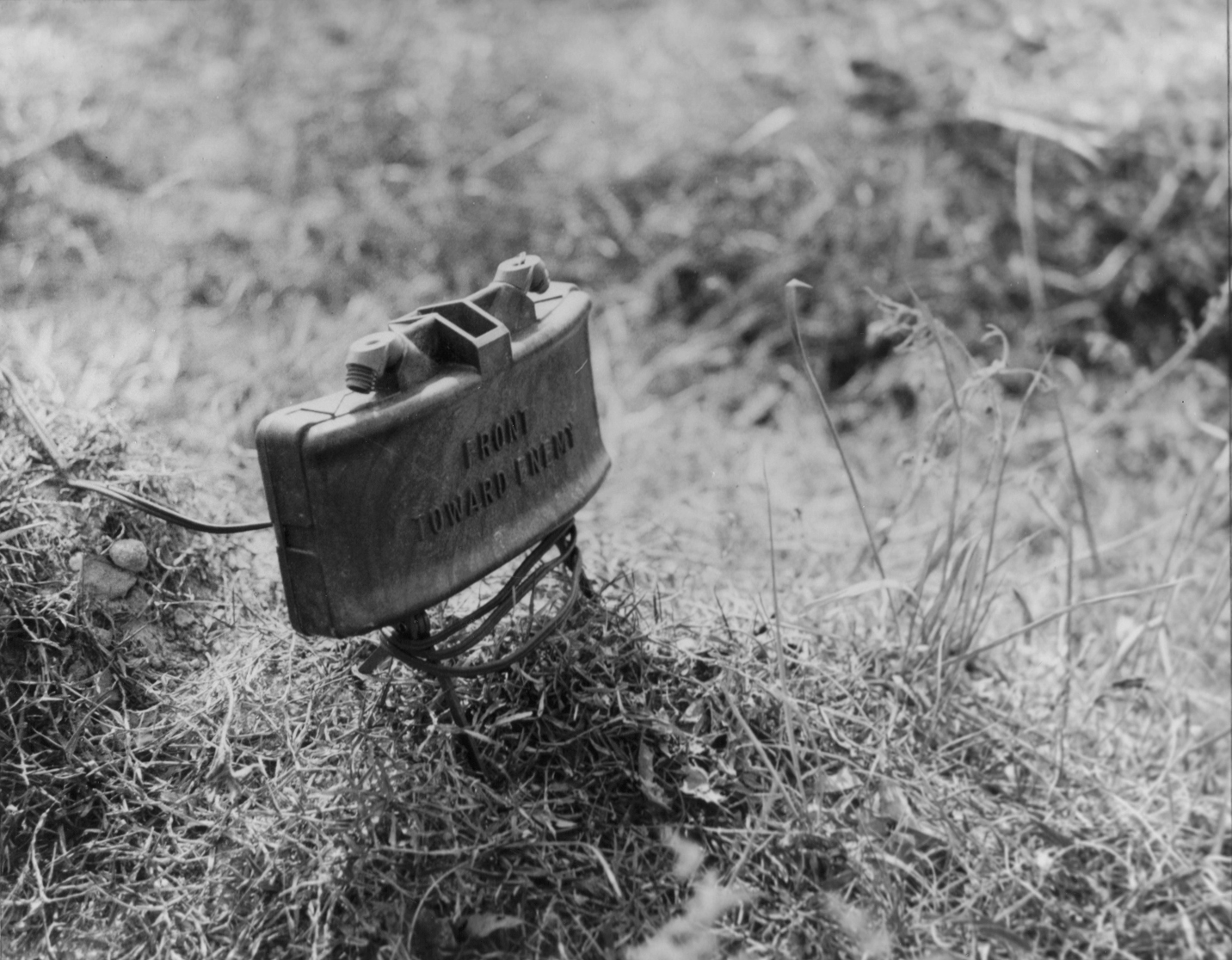
M18 Claymore, ein Beispiel für eine Antipersonenmine, die durch die Ottawa-Konvention verboten wurde

Die Ottawa-Konvention von 1997 ist deshalb besonders, weil dieser Vertrag die erste Kategorie von konventionellen Waffen regelt. 1996 trafen sich 50 Staaten in Ottawa mit dem Ziel, langfristig einen Plan gegen Landminen zu verfolgen. Antipersonenminen sollten verboten, die Lagerung sowie die Produktion und der Erwerb von dieser Waffenkategorie unterbunden werden. Am 3. Dezember 1997 wurde daraufhin die Ottawa-Konvention unterzeichnet. Diese ist seit dem 1. März 1999 in Kraft. Nichtunterzeichner und Opposition gegen diesen Vertrag sind die Vereinigten Staaten, die Volksrepublik China und Russland. Damit ist der Vertrag nicht von allen Herstellerstaaten, Nutzern und Exporteuren unterzeichnet. Trotzdem gilt er als erfolgreich.
- Plutonium Management and Disposition Agreement [2000/2010]

Die USA und Russland vereinbarten die Umwandlung von je 34 Tonnen überschüssigem waffenfähigem Plutonium in MOX-Brennelemente.
- SORT-Vertrag[66] (auch: Moskauer Vertrag; Bush-Putin-Abkommen) [2002]

Der SORT-(Strategic Offensive Reductions Treaty) Vertrag bezeichnet einen im Mai 2002 durch George W. Bush und Wladimir Putin unterzeichneten Vertrag, welcher vorschreibt, die stationierten strategischen Atomwaffen auf jeweils 1.700 bis 2.200 zu reduzieren. Es sollten lediglich einsatzbereite Sprengköpfe abgerüstet werden. Der Vertrag sah keine Verifikationsmaßnahmen vor.
- START-III-Vertrag[67] (auch: New Start) [2010/2011]

Im April 2010 unterzeichneten US-Präsident Barack Obama und der russische Präsident Dmitri Medwedew einen bis 2020 gültigen Vertrag über die Reduzierung und Begrenzung strategischer Nuklearwaffen. New START sieht die Verringerung der Zahl der Nuklearsprengköpfe beider Staaten von 2200 auf 1550 Stück sowie eine Reduzierung der Trägersysteme auf 800 Stück vor. Nach dem Auslaufen des START I-Vertrags samt seinem Verifikationsregime im Dezember 2009 ist New START – anders als der SORT-Vertrag – der erste verifizierbare Rüstungskontrollvertrag zwischen den USA und Russland seit 1994.

## Rüstungskontrolle im Bereich der konventionellen Waffen
Rüstungskontrolle wird aufgrund der Geschichte des Ost-West-Konflikts häufig mit der Kontrolle von Massenvernichtungswaffen – vorrangig Nuklearwaffen – gleichgesetzt. Rüstungskontrolle findet jedoch bis heute auch im Bereich der „traditionellen Kriegswaffen“ statt, welche nicht unter den Begriff Massenvernichtungswaffen fallen, beispielsweise Kampfpanzer und Kampfflugzeuge, Klein- und Leichtwaffen, aber auch Antipersonenminen und Streumunition.
Ein weiteres Anliegen der konventionellen Rüstungskontrolle ist die konventionelle Rüstungsexportpolitik.

### Konventionelle Rüstungskontrolle vom Kalten Krieg bis heute
Vor allem in der heißen Phase des Kalten Krieges mit ihrer starken Fokussierung auf die Begrenzung von Nuklearwaffen war die Kontrolle und Limitierung von konventionellen Waffen unter den Supermächten kein Diskussionsthema.
Bewegung in die Thematik kam erst mit dem Amtsantritt Michail Gorbatschows Mitte der 1980er. Um die Durchsetzung nationaler Reformen zu ermöglichen, versuchte Gorbatschow die Rüstungskonkurrenz zwischen der UdSSR und den Vereinigten Staaten abzubremsen und übernahm daher den westlichen Ansatz einer denkbaren Kontrolle konventioneller Rüstung.
Wichtige Elemente, die das westliche Verständnis von Rüstungskontrolle beinhalteten, waren vor allem vertrauensbildende Maßnahmen sowie die Prinzipien von Transparenz und Parität.
Die Verhandlungen führten gegen Ende des Ost-West-Konflikts zu einer Reihe von Vereinbarungen über konventionelle Rüstungskontrolle, besonders auf der Basis vertrauensbildender Maßnahmen: So etwa das Stockholmer Abkommen im Rahmen des KSZE-Prozesses, den KSE-Vertrag, das Wiener Dokument sowie den Open-Skies-Vertrag.
Der Zerfall des Warschauer Paktes und der Sowjetunion führte zu einer Stagnation der Bemühungen, die konventionelle Rüstungskontrolle weiter voranzutreiben. Die sogenannte Revolution in Military Affairs (RMA) führt darüber hinaus seit Ende des Ost-West-Konflikts zu einer beschleunigten Rüstungsdynamik im Bereich der konventionellen Waffen mit steigenden Militärausgaben. Vor allem für die USA, die Vorreiternation im Bereich der RMA, ist mit dem Wegfall des Hauptrüstungskontrahenten die Notwendigkeit einer stärkeren Einschränkung konventioneller Rüstungsgüter verloren gegangen. Auch in Europa fehlt ein sicherheitspolitischer Rahmen, der zukünftige Ziele und Aufgaben von konventioneller Rüstungskontrolle regelt.
Die Veränderungen innerhalb des internationalen Systems nach dem Ende des Warschauer Pakts und die Erweiterung der NATO machen eine Überarbeitung geschlossener Verträge und Vereinbarungen dringend notwendig. Trotz aller Zustimmungen zu einer solchen Anpassung konnte sich die Staatengemeinschaft bisher nicht zu einer Einigung bezüglich dieser Problematik durchringen.
Beispielhaft hierfür ist insbesondere der Versuch einer Modifikation des wohl wichtigsten Dokuments konventioneller Rüstungskontrolle, des KSE-Vertrages. Mit dem, im November 1999 anlässlich eines Gipfeltreffens der KSE-Mitgliedsstaaten in Istanbul unterzeichneten, Abkommen zur Anpassung des KSE-Vertrages (AKSE) sollte eine Antwort auf die veränderte sicherheitspolitische Lage in Europa gegeben werden, wurde jedoch nie von allen Vertragsstaaten ratifiziert.

### Kontrolle konventioneller Rüstungsexporte
Zu Zeiten der Ost-West-Konfrontation wurden Rüstungsexporte von den Konfliktpartnern hauptsächlich dazu genutzt, Staaten im internationalen Machtkampf für sich einzunehmen und anschließend zu unterstützen. Dies führte zu erwarteten und unerwarteten Folgen. Im Zweiten Golfkrieg sahen sich so etwa die westlichen Alliierten bei der Befreiung Kuwaits einem technologisch modern ausgerüsteten Irak gegenüber, der auf Grund ehemals sowjetischer Rüstungsexporte über leistungsfähige Waffensysteme verfügte. Beim Angriff auf Afghanistan in Reaktion auf die Terroranschläge des 11. September 2001 sahen sich die Koalitionstruppen afghanischen Kämpfern gegenüber, die mit Stinger-Raketen bewaffnet waren, welche die USA in den 1980er Jahren während des sowjetisch-afghanischen Kriegs selbst an die Mudschahidin geliefert hatten. Die destabilisierende Wirkung des unkontrollierten Exports konventioneller Waffen und Waffensysteme lässt sich bis heute an vielen Staaten der Dritten Welt nachweisen, die mit den Waffenüberschüssen aus der Zeit des Kalten Krieges ausgestattet sind.
Die größten Exporteure konventioneller Waffen sind laut der Arms Transfers Database des Stockholm International Peace Research Institute auch nach Ende des Ost-West-Konflikts nach wie vor die USA und Russland.

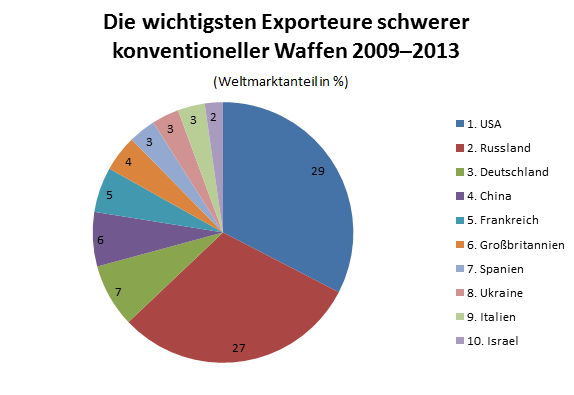
Die wichtigsten Exporteure schwerer konventioneller Waffen 2009–2013

Nach aktuellen Zahlen (Stand 2013) entfallen auf Russland 32 % Anteil des gesamten weltweiten Handels, auf die USA 24 %. Auf Platz 3 folgt China mit einem Anteil von 7 %. Deutschland liegt auf Platz 5 mit einem Anteil von 4 %. Bei schweren konventionellen Waffen liegt Deutschland mit seinen Exporten nach den USA und Russland weltweit auf Platz 3.

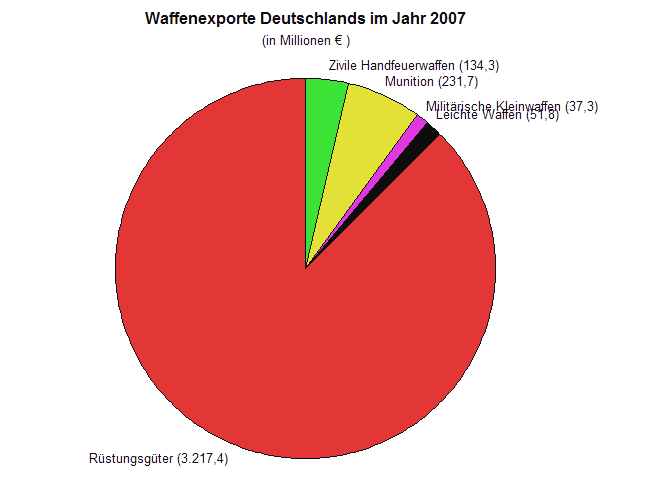
Deutsche Waffen- und Munitionsexporte im Jahr 2007

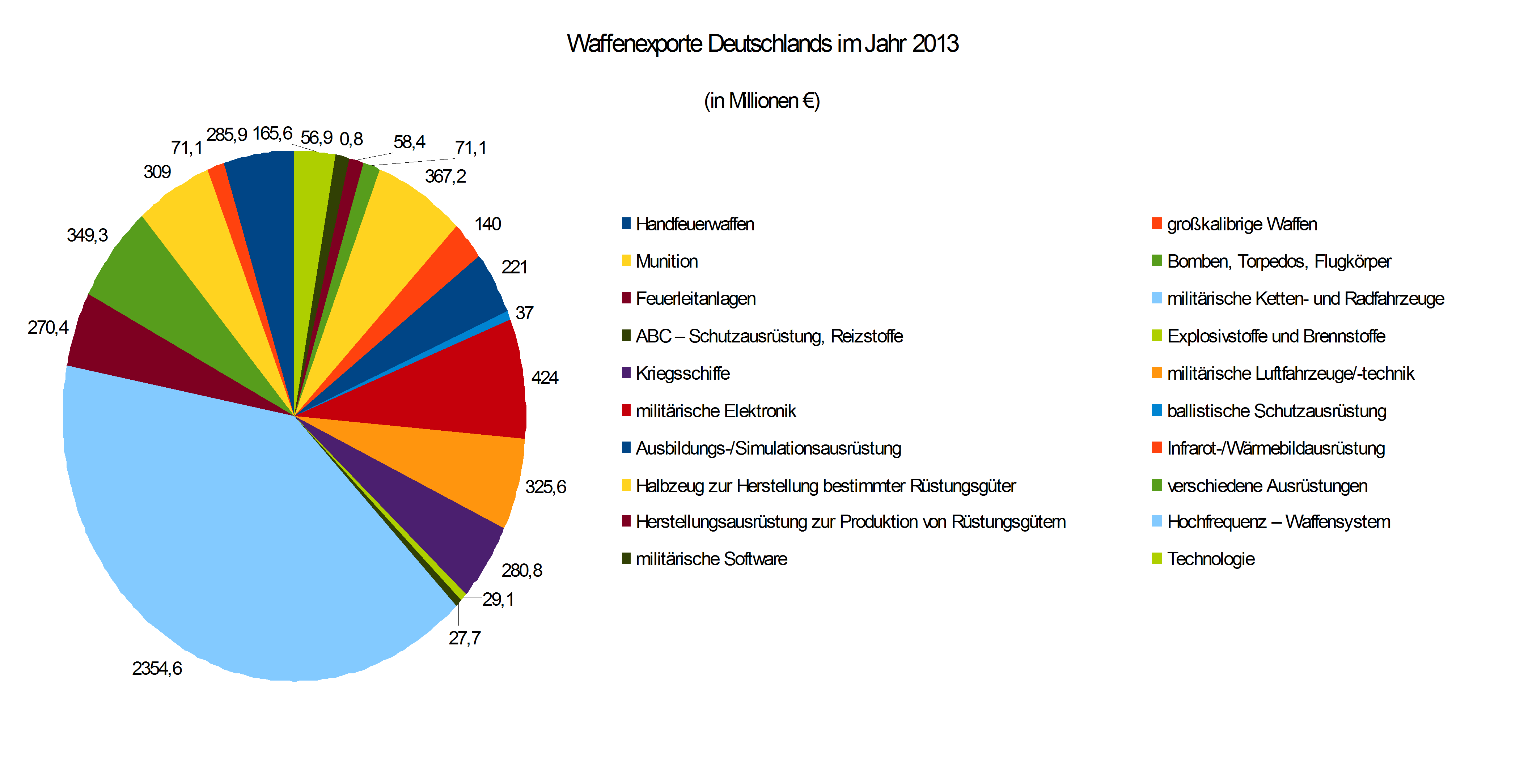
Einzelne Anteile der Ausfuhrlisten-Positionen aus dem Rüstungsexportbericht 2013

Zur Regulierung konventioneller Rüstungsexporte bestehen derzeit drei wesentliche Exportkontrollregime:
- VN-Register für konventionelle Waffen (UN Register of Conventional Arms 1991)[77]
  - Erste umfassende Maßnahme zur konventionellen Reglementierung von Rüstungsexporten auf Ebene der VN (siehe die Rolle der VN im Rahmen der Rüstungskontrolle)
  - Jährliche Auflistung aller Im- und Exporte im Bereich konventioneller Waffen durch die Mitglieder der Vereinten Nationen und für alle Mitglieder einsehbare Bereitstellung innerhalb des Registers[78]
  - 1992–2001 Teilnahme von 99 Staaten, ab 2003 115 Staaten (Ausstieg China 1998)
- Waasenaar-Abkommen (1996)
  - Verbesserung der Einsichtnahme in die Exportbewegungen der 41 Mitgliederstaaten[79][80]
  - Verhinderung von Akkumulation bestimmter Waffensysteme und Dual-Use-Güter in einzelne Regionen
- EU Verhaltenskodex (Code of Conduct CoC 1998)[81]
  - Einheitlicher Verhaltenskodex der EU-Mitglieder zur Regelung von Rüstungsexporten unter Beachtung internationaler Embargos, Lage der Menschenrechte im Zielland der Exporte sowie regionale Situation des Exportziels[82]
  - Transparenz als übergeordnetes Ziel des Kodex, regelmäßige Anpassung
  - Seit 2003 Erweiterung durch einen Überwachungsmechanismus, um eine Umgehung seitens der VN, der EU oder der OSZE verhängten Waffenembargos zu verhindern
  - Seit 2008 Bereitstellung von Mitteln für die Beratung von Drittstaaten, damit diese Rechtsverordnungen zur Waffenausfuhrkontrolle umsetzen können, die dem EU Verhaltenskodex entsprechen
  - Umsetzung durch nationale Außenwirtschaftsgesetze, in Deutschland das Kriegswaffenkontrollgesetz[83]

Die Regime zu einer geregelten Abwicklung des Exports konventioneller Rüstungsgüter haben in der Vergangenheit durchaus positive Effekte erzielt. Vor allem auf Ebene der VN sind sie allerdings abhängig vom „guten Willen“ und der Ehrlichkeit der jeweiligen Teilnehmerstaaten, geht es zum Beispiel um eine gewissenhafte Auflistung der jährlichen Im- und Exportbewegungen. Nach wie vor fehlt ein völkerrechtlich bindender Vertrag, der die Mitgliedsstaaten der Vereinten Nationen zwingt, Einsicht in ihren Handel mit konventionellen Rüstungsgütern zu gewähren und sich an bestimmte Konventionen bei der Abwicklung von Rüstungsexporten zu halten.
Auf Bestrebungen verschiedener Nichtstaatlicher Organisationen (NGOs) wie der aus Oxfam, amnesty international und der IANSA hervorgegangenen Control-Arms-Organisation sowie mit Unterstützung zahlreicher Regierungen konnte jedoch im Dezember 2006 in der Generalversammlung der Vereinten Nationen eine Resolution (A/Res/61/89) verabschiedet werden, die eine Expertengruppe mit der Ausarbeitung eines möglichen internationalen Abkommen über den Handel mit konventionellen Waffen (Arms Trade Treaty) beauftragt hat. Ziel dieses Handelsabkommens ist eine Harmonisierung der Exportkontrollen auf internationaler Ebene. Auf einer für 2012 geplanten Vertragskonferenz soll dann ein völkerrechtlich bindendes Abkommen zur Beschränkung des weltweiten Waffenhandels ausgehandelt werden. Möglich wurde dies auch durch eine Kursänderung der Vereinigten Staaten, die sich nun aktiver und kompromissbereit im internationalen Dialog engagieren.

### Konventionelle Rüstungskontrolle für Kleinwaffen, Landminen und Streumunition

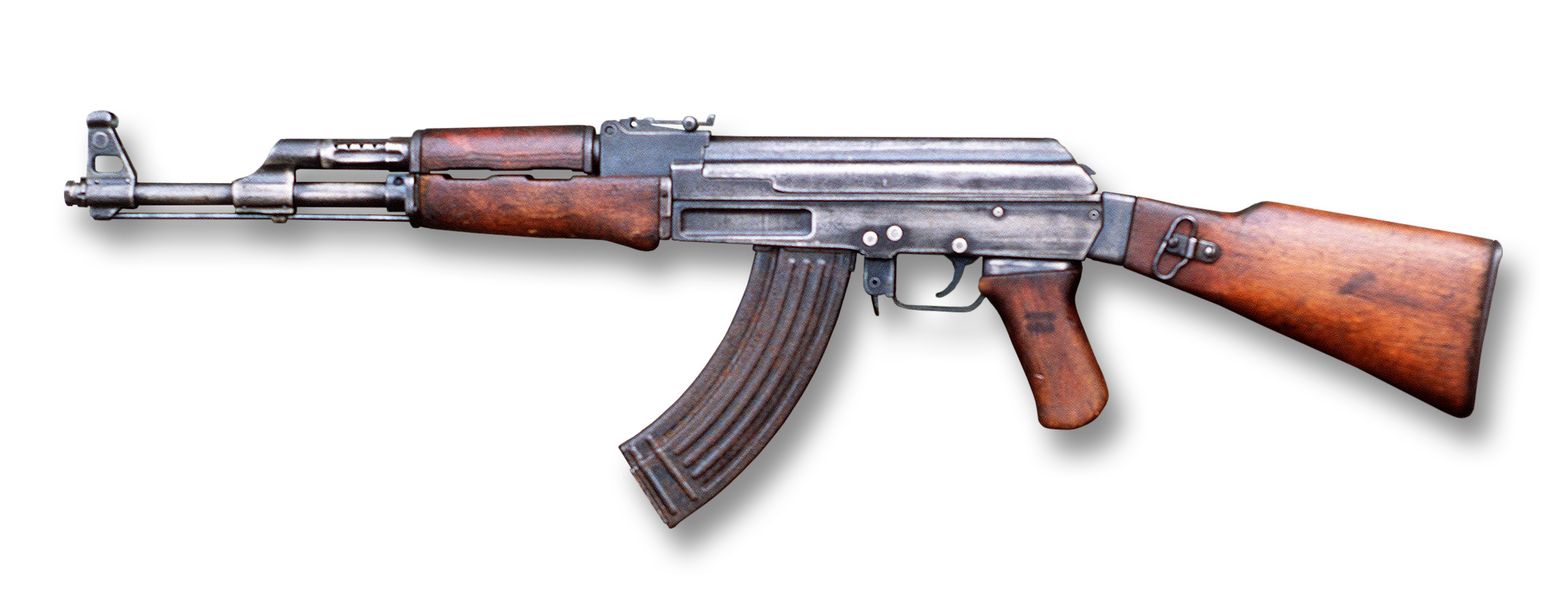
Kleinwaffen wie die berühmte Awtomat Kalaschnikowa, obrasza 47 (Kalaschnikow) und ihre zahlreichen Kopien werden auch als „die eigentlichen Massenvernichtungswaffen“ bezeichnet. Durch Kleinwaffen finden jährlich 500.000 Menschen den Tod.

Bei Kleinwaffen und leichten Waffen (Small Arms and Light Weapons SALW) handelt es sich um kleinere Waffen und Waffensysteme, die zum Einsatz im Krieg hergestellt werden oder aber für den militärischen Einsatz entsprechend modifiziert werden können. In der Europäischen Union sind von einer Person bedienbare Kleinwaffen kategorisiert, von verbotenen Feuerwaffen der Kategorie A bis hin zu meldepflichtigen oder sonstigen Waffen der Kategorien C und D. Der Waffenhandel in der EU ist entsprechend reguliert.
Besonders im Zeitraum kurz nach dem Niedergang des Warschauer Paktes wurden Kleinwaffen und leichte Waffen nahezu unkontrolliert auf dem Weltmarkt zum Verkauf angeboten und fanden ebenso wie Landminen ihre Verwendung in Ländern der Dritten Welt. Dort werden sie nach wie vor in zwischen- und innerstaatlichen Konflikten verwendet und stellen vor allem für die Zivilbevölkerung ein enormes Gefährdungspotential dar. Durch Kleinwaffen finden so jährlich eine halbe Million Menschen den Tod.
Mit Blick auf den unerlaubten Handel mit leichten Waffen und Kleinwaffen verpflichteten sich am 24. November 2000 die OZSE-Staaten auf die Umsetzung innerstaatlicher Kontrollmaßnahmen für Kleinwaffen, unter anderem in Bezug auf deren Herstellung, entsprechende Kennzeichnung und genaue und lückenlose Registrierung (die beide die Möglichkeiten zur Rückverfolgung von Kleinwaffen erleichtern), effiziente Mechanismen für Ausfuhrkontrolle, Grenzüberwachung und Zollabwicklung sowie durch verstärkte Zusammenarbeit und intensiveren Informationsaustausch zwischen Exekutiv- und Zollbehörden auf internationaler, regionaler und nationaler Ebene.
Die VN sind im Bereich der konventionellen Rüstungskontrolle für Kleinwaffen ebenfalls aktiv. So setzte sich der Generalsekretär Boutros Boutros-Ghali im Rahmen seiner Agenda für den Frieden für die Kontrolle von Kleinwaffen ein. Im gleichen Jahr wurde die UN-Resolution 50/70B verabschiedet. Sie verpflichtete den Generalsekretär, einen Bericht über Kleinwaffen und leichte Waffen (SALW) für die 1. Kleinwaffen-Konferenz im Jahr 2001 anzufertigen. Daraufhin entstand das sogenannte Kleinwaffenaktionsprogramm der Vereinten Nationen. Dieses hat sich zum Ziel gesetzt, öffentliche Bestände an Klein- und Leichtwaffen zu sichern, zu verwalten und den Umgang mit konventionellen Munitionsüberschüssen zu regeln. Einheitliche Regulationen zur Markierung und ein einheitliches VN-Register für konventionelle Waffen (siehe unten) sollen die Nachverfolgung speziell illegaler Waffenlieferungen erleichtern und einen unrechtmäßigen Handel mit Kleinwaffen und Leichtwaffen unterbinden.

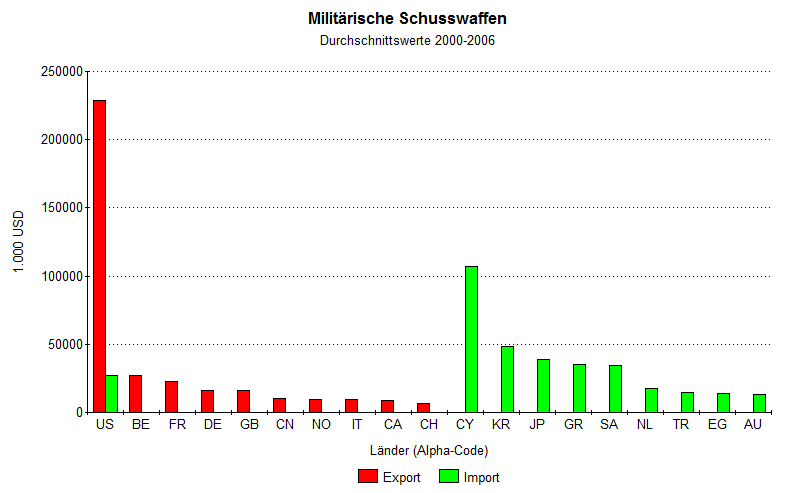
Die 20 größten Ex- und Importländer von Kleinwaffen und leichten Waffen (SALW) im Zeitraum 2000–2006

Laut dem Small Arms Survey aus dem Jahr 2009 werden nur 68 % der weltweiten Exporte von Kriegswaffen autorisiert durchgeführt, während Jagd- und Sportwaffen sowie Pistolen und Revolver zu über 97 % autorisiert exportiert werden. Die Exporte der EU-Staaten werden sogar bis zu 100 % mit Autorisation durchgeführt. Trotz diverser Bemühungen um Rüstungs- und Exportkontrolle wird der nicht dokumentierte Handel im Bereich Kleinwaffen im selben Jahr vom Small Arms Survey auf einen Umfang von 100 Millionen US-Dollar geschätzt. Dabei beginnen die meisten Lieferungen in Konfliktgebiete zwar legal und regelkonform – allerdings oft nur auf dem Papier. „Waffen erreichen den illegalen Handel auf verschiedenen Wegen. Meist haben sie den Papieren nach einen legitimen Abnehmer, erreichen ihn aber nie.“
In dieser Hinsicht urteilt das Small Arms Survey aus dem Jahr abschließend, dass die fundamentalen Teile von Exportkontrollsystemen zwar für praktisch alle bedeutenden Kleinwaffenexporteure weltweit vorhanden sind, Durchsetzung und Wirksamkeit dieser Regelungen jedoch variieren.
Aufgrund des Dual-Use-Charakters von Kleinwaffen üben Jagd-, Schießsport- und Waffensammlerverbände sowie die Hersteller von Jagd-, Sport- und Kurzwaffen Kritik an den Kontrollbemühungen. Sie werden international vom World Forum on the Future of Sport Shooting Activities (WFSA) vertreten, das als NGO mit Rederecht an allen UN-Kleinwaffenkonferenzen beteiligt ist. Laut des WFSA sind Jagd- und Sportwaffenexporte bestens dokumentiert und werden nicht in Krisengebieten zur Verletzung von Menschenrechten eingesetzt. Daher sollten diese zivilen Waffen nicht Bestandteil der Programme zur Verhinderung der Klein- und Leichtwaffen-Proliferation sein.
Grundsätzlich sieht sich Rüstungskontrolle im Bereich der Rüstungs- und Exportkontrolle für Kleinwaffen einer enormen Herausforderung gegenüber – schon weil, wie Kritiker einwenden, eine Kontrolle von Waffen und Munition die eigentlichen Konfliktursachen nicht behebt und die große Nachfrage nach Kleinwaffen somit nicht reduziert wird (siehe dazu im Folgenden Die Rolle der Vereinten Nationen in der Rüstungskontrolle und Kritik an Rüstungskontrolle).
In jüngster Vergangenheit konnte die Rüstungskontrolle aber im konventionellen Bereich mit der Ottawa-Konvention den Bann von Antipersonenminen erwirken.
2010 trat darüber hinaus das Übereinkommen über das Verbot von Streubomben in Kraft.

## Rüstungskontrolle im Bereich Chemischer Waffen
Der erste Rüstungskontrollvertrag über chemische Waffen wurden zwischen Frankreich und dem Heiligen Römischen Reich im Straßburger Friedensvertrag von 1675 abgeschlossen, der ein Verbot „giftiger Kugeln“ enthielt. Während des amerikanischen Bürgerkriegs war in Kriegsverordnung 1863 festgestellt: „Wer Gifte verwendet, stellt sich damit außerhalb des Rechts und jedes Kriegsbrauchs.“ Auch die Petersburger Deklaration von 1868 und die Brüsseler Landkriegsdeklaration von 1874 verboten die Benutzung von spezifischen chemischen Waffen. Auch die Haager Konferenzen von 1899 und 1907 verboten chemische Waffen. Artikel 23 zum IV Haager Abkommen erklärte: „Abgesehen von den durch Sonderverträgen aufgestellten Verboten, ist namentlich untersagt: a) die Verwendung von Gift oder vergifteten Waffen; b) der Gebrauch von Waffen, Geschossen oder Stoffen, die geeignet sind, unnötig Leiden zu verursachen…“
Mangels einer Rüstungsdynamik nach dem Ersten Weltkrieg war zunächst keine weitere Kontrolle im Bereich Chemischer Waffen notwendig. Das Genfer Zusatzprotokoll von 1925 verbot zwar erneut die Benutzung chemischer Waffen, nicht aber deren Entwicklung. Erst nach dem Gebrauch von C-Waffen im Ersten Golfkrieg wurde eine umfangreiche Konvention mit dem Konsens fast aller Staaten verabschiedet. Mit der Ratifizierung dieser Chemiewaffenkonvention 1997 wurde eine Organisation zur Kontrolle und Vernichtung aller chemischer Waffen gegründet, die „Organisation for the Prohibition of Chemical Weapons“ (OPCW). Ziel der Organisation ist es, Entwicklung, Produktion, Aufbewahrung und Nutzung chemischer Waffen zu beenden sowie den weltweiten Vorrat an C-Waffen zu vernichten. Ein aktuelles Beispiel ist die Zerstörung der im Syrischen Bürgerkrieg vom Assad-Regime eingesetzten C-Waffen, welche, in Bezug auf die Kontrolle der Herstellung, problematisch bleibt. Die Zerstörung dieser Waffen wurde von der OPCW und der UN beschlossen und wissenschaftlich sowie finanziell von Deutschland unterstützt.

## Weltraumrüstungskontrolle
Die militärische Nutzung des Weltraums seit den 1950er Jahren war zu Beginn auf die zwei Supermächte Sowjetunion und USA beschränkt. Die daraus folgende Debatte zur Rüstungskontrolle im Weltraum hat einen präventiven Charakter bis ins 21. Jahrhundert hinein und kennt drei Phasen: Den Rüstungswettlauf im Ost-West Konflikt, eine Zeit der Entspannung und das erneut aktive Aufgreifen der Problematik ab dem Jahr 2001.
Weltraumwaffen werden allgemein definiert als Satelliten, die Waffen tragen können, und andere bewaffnete Flugkörper, die im Weltraum verweilen können. Es spielt dabei keine Rolle, ob sie auf ein Ziel auf der Erde oder im Weltraum selbst gerichtet sind. Ebenso zählen dazu auch Raketen, die von der Erde abgeschossen werden und einen Satelliten zerstören können. Dagegen werden Interkontinentalraketen generell nicht als Weltraumwaffen bezeichnet, obwohl sie den Weltraum durchqueren; ebenso wenig wie Satelliten, die militärische Zwecke erfüllen.

### Historie
Im Zeitraum des Internationalen Geophysikalischen Jahres 1957/58 wurden von den USA und der Sowjetunion Pläne in Angriff genommen, Satelliten in den Weltraum zu bringen. Von den USA kam zeitgleich der Vorschlag, eine Rüstungskontrolle im Weltraum zu beginnen. Diese Intention kam zustande, weil die Sowjetunion grundlegende Überlegenheit im Weltraum bereits im Jahr 1957 mit dem erfolgreichen Launch eines Satelliten in die Erdumlaufbahn und den Test einer Interkontinentalrakete erzielt hatte.
US-Präsident Eisenhower hatte den Vorstoß unternommen, ein generelles Verbot für den Test von militärisch bestückten Raketen einzurichten. Die Sowjetunion war damit aber nur unter Vorbehalt einverstanden. Sie befürchtete, die Mittelstreckenraketen und die Stationierung von militärischem Gerät in ausländischen Stützpunkten könnten eine Gefahr für sie darstellen. Deshalb verlangte sie die Schließung von ausländischen Standorten. Von amerikanischer Seite wurde dies jedoch abgelehnt, um ihr Stützpunktesystem in der Welt nicht einschränken zu müssen.
Bald darauf ließ der amerikanische Wille nach, Interkontinentalraketen zu verbieten, da die USA im Weltraum und der Technologie Vorsprung errungen hatte. Als die UN sich zunehmend an der Diskussion beteiligte, wurde eine vollständige Abrüstung zum Thema, die auch den Weltraum betreffen sowie dessen friedliche Nutzung verfolgen sollte. In den Folgejahren wurde ein Verbot der Stationierung von Massenvernichtungswaffen angestrebt, was 1967 im „Weltraumvertrag“ mündete, womit lediglich teilweise Beschränkungen zur militärischen Nutzung des Weltraums erreicht wurde. Es gab Lücken, die z. B. die Durchquerung, Detonationen zuließen. Dennoch ist dieser Vertrag völkerrechtlich die wichtigste Grundlage, die sich mit der Militarisierung des Weltraums auseinandersetzt. Bereits 1963 hatten sich Großbritannien, die Sowjetunion und die USA auf das Verbot, Atomwaffen im Weltraum zu testen, im (partiellen) Atomteststoppvertrag verständigt.
1967 wurde dann ein Verbot erwirkt, das Tests, die Entwicklung und auch Stationierung von weltraumgestützten Raketenabwehrsystemen und ihren Komponenten umfasste. Festgehalten war dies im Raketenabwehr-Vertrag (Anti Ballistic Missiles Treaty, ABM-Vertrag). Die Sowjetunion wagte noch einen Vorstoß und legte der UN einen Vertragsentwurf vor, der verhindern sollte, jegliche Waffen im Weltraum zu stationieren. Die amerikanische Seite war durch den Start der Strategic Defense Initiative (SDI) an einem solchen Verbot nicht interessiert. Sie wollte mit SDI Waffen entwickeln, die einen Angriff auf ihr Gebiet verhindern können. Dieses Projekt hätte allerdings den technologischen und finanziellen Rahmen gesprengt.
Nach der Auflösung der Konfrontation zwischen West und Ost wurde auch die Lage im Weltall entspannter. Erst der Austritt von US-George W. Bush aus dem ABM-Vertrag wurde zum Anlass, sich erneut mit der Weltraumbewaffnung auseinanderzusetzen. Speziell die amerikanischer Seite argumentierte, dass eine Bewaffnung des Weltraums und seine Durchquerung mit militärischen Mitteln nur zur Abwehr gegen Schurkenstaaten erfolgen würde.
Aktuell sind zwölf Staaten (Russland, USA, Frankreich, Japan, China, Großbritannien, Indien, Israel, Ukraine, Iran, Nordkorea und Südkorea) fähig, Raketen ins All schießen. Nachdem China 2007 und die USA 2008 den Nachweis erbrachten, dass sie Schäden an vorhandenen Systemen im Weltraum anrichten können, waren neue Rüstungskontrollverhandlungen im Gespräch. Russland und China sind bestrebt, eine vollständige Abrüstung des Weltraums und einen vertraglich festgelegen Schutz von Weltraumobjekten gegenüber Gewalt anderer Staaten zu erreichen.
US-Präsident Barack Obama erklärte sich bereit, im Gegensatz zu seinem Vorgänger über Verhaltensregeln im Weltraum Gespräche zu führen und diese eventuell vertraglich festzulegen. Die EU schlug dazu einen politischen Verhaltenskodex vor, der die friedliche Nutzung des Weltraums betrifft und auf Transparenz und Vertrauen zentralen Wert legt, jedoch von Russland und China sowie ihnen nahestehenden Staaten abgelehnt wird.
Mittlerweile sind im Weltraum mehr als 1.100 aktive Systeme zu verzeichnen, dazu kommen mehr als 2.000 defekte Systeme. Die Anzahl militärischer Satelliten zur Frühwarnung und Aufklärung wird dabei auf 170 geschätzt. Sie steuern konventionelle Streitkräfte und deren Waffensysteme. Unter US-Präsident Donald Trump wurde 2019 die Raumfahrtabteilung der US-Streitkräfte, 1982 als Air Force Space Command (AFSPC) gegründet, als unabhängige militärische Abteilung zur Weltraumarmee, US Space Force, umgebaut; sie betrieb zu diesem Zeitpunkt 77 Satelliten. Da Satelliten für Kommunikationsfähigkeit, Informationsleitung und Navigation unabdingbar sind, haben sie als militärisches Ziel an Bedeutung gewonnen. Deshalb ist und bleibt die Diskussion um die Nutzung des Weltraums und dessen Schutz weiterhin ein zentrales Thema.

## Die Rolle der Vereinten Nationen in der Rüstungskontrolle
Rüstungskontrolle und Abrüstung (Arms Control and Disarmament) gehören zu den Hauptaufgaben der im Jahre 1945 gegründeten Vereinten Nationen, die laut Art. 1 Ziff. 1 UN-Charta für den Weltfrieden und die internationale Sicherheit zuständig sind. Schon sehr früh war der Generalversammlung der Vereinten Nationen bewusst, dass die Frage der „vollständigen Abrüstung die wichtigste Frage ist, der sich die Welt heute gegenübersieht.“ Eine unterstützende Rolle der Abrüstungsbemühungen der VN spielt das Büro der Vereinten Nationen für Abrüstungsfragen.

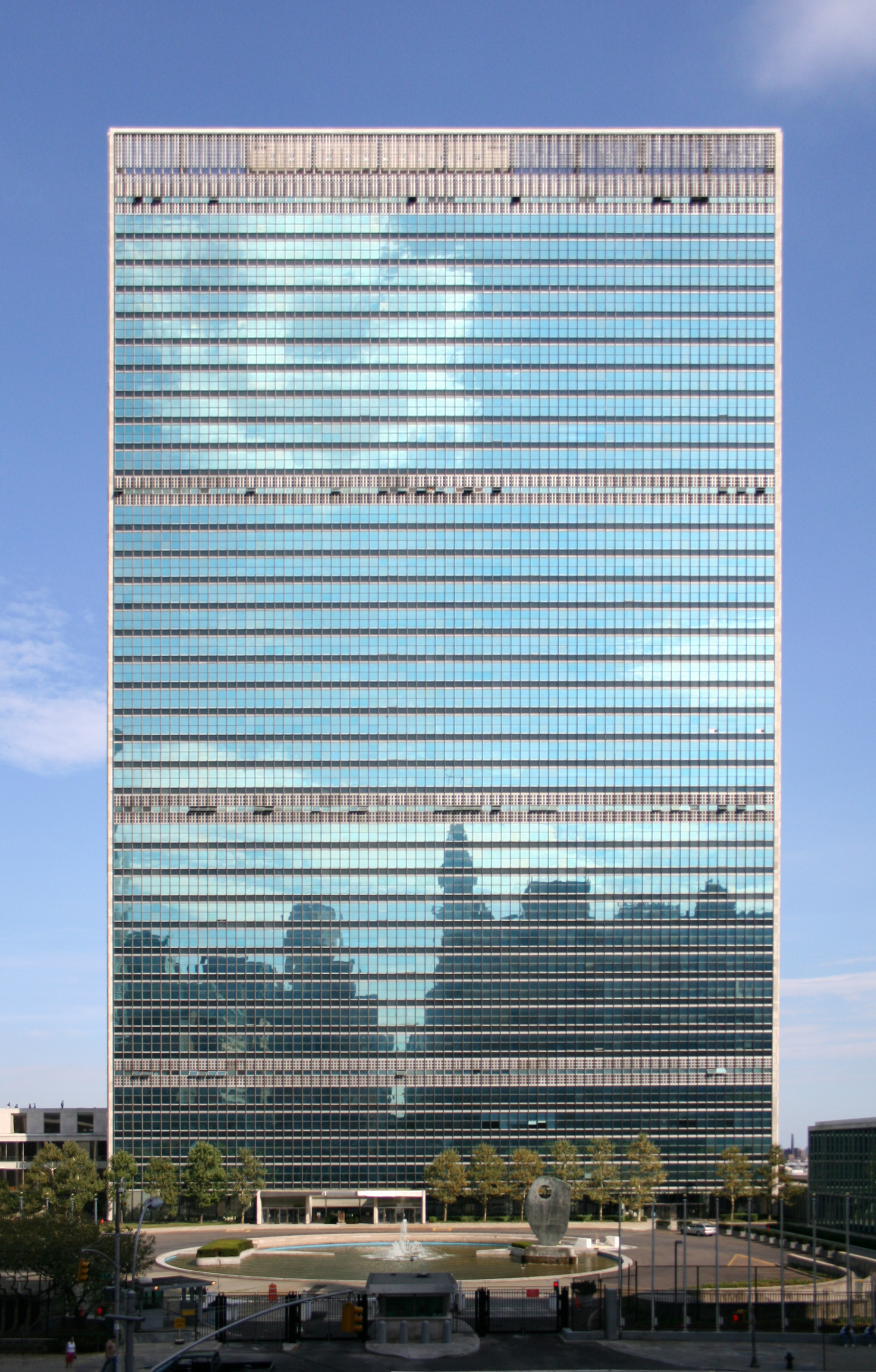
Blick auf das Hauptquartier der Vereinten Nationen in New York

Die Generalversammlung hat mehrere ihr zuarbeitende Ausschüsse, von denen der erste ausschließlich den Bereich der Abrüstung und internationalen Sicherheit behandelt. Neben diesem ersten Ausschuss hat die Generalversammlung im Jahr 1952 die Abrüstungskommission der VN (UNDC) ins Leben gerufen. Diese Organisation ist maßgeblich an der Willensbildung der VN in der Frage der Abrüstung beteiligt, da sie Empfehlungen und Richtlinien vorlegt. Resolutionen der Generalversammlung fehlt es jedoch an Durchsetzungskraft, da sie nicht bindend für die Mitgliedsstaaten sind. Sie entfalten allerdings oftmals sowohl politischen als auch moralischen Druck. Der Sicherheitsrat war vor allem aufgrund der Blockade durch die Vetomächte USA und UdSSR zu Zeiten des Ost-West-Konflikts in den Bereichen Abrüstung und Rüstungskontrolle paralysiert.
Insgesamt ergibt sich daher mit Blick auf die Rolle der Vereinten Nationen in den Bereichen Rüstungskontrolle und Abrüstung ein gemischtes Bild.
Trotzdem dienten die Vereinten Nationen nach 1945 als wichtiges internationales Forum zur Anbahnung von Rüstungskontrollabkommen. So ist etwa die in Genf ansässige UN Conference on Disarmament (UNCD) zwar formal kein Teil der VN, aber eng in das System der VN eingebunden. Sie berichtet an die Generalversammlung und wird von dieser mit Aufgaben betraut. Ähnlich verhält es sich im Falle der IAEO, die über die Einhaltung des Atomwaffensperrvertrags wacht und sowohl der Generalversammlung als auch dem Sicherheitsrat berichtet. Die VN waren auch Dreh- und Angelpunkt für die Aushandlung von Rüstungskontrollverträgen wie der Bio- oder der Chemiewaffenkonvention. Als erstem Schritt zu einer Nuklearwaffenkonvention begannen auf Beschluss der VN-Generalversammlung im März 2017 Verhandlungen zu einem Atomwaffenverbotsvertrag.
Auch im Bereich der konventionellen Waffen sind die VN aktiv. So ist beispielsweise das Ergebnis der Resolution über die Transparenz von Rüstung aus dem Jahr 1991 das im obigen Abschnitt Kontrolle konventioneller Rüstungsexporte erwähnte VN-Register für konventionelle Waffen – eine Kartei mit dem Ziel, den Umfang und den Handel von sogenannten Großkampfsystemen (gepanzerte Kampffahrzeuge, Kampfpanzer, großkalibrige Artilleriesysteme, Kampfflugzeuge und Kampfhubschrauber, Kriegsschiffe sowie Raketen einschließlich derer Start- und Abschusssysteme) zu erfassen. Im Bereich Kleinwaffen betreiben die VN das sogenannte Kleinwaffenaktionsprogramm, siehe dazu weiter oben den Abschnitt Konventionelle Rüstungskontrolle für Kleinwaffen, Landminen und Streumunition.

## Kritik an Rüstungskontrolle
Kritiker führen in der Regel zwei Hauptargumente gegen Rüstungskontrolle ins Feld. Zum einen werfen sie den Rüstungskontrolleuren vor, Ursache und Wirkung von Konflikten zu vertauschen. Nach Ansicht der Kritiker verschaffen Menschen sich Waffen, weil zwischen ihnen Konflikte existieren, nicht umgekehrt. Die Kontrolle und Reduzierung von Waffenarsenalen könne Konflikte jedoch nicht nachhaltig beheben und sei somit ein naives und letztlich müßiges Unterfangen. Zum anderen sind die Kritiker der Rüstungskontrolle überzeugt, dass Verifikation in der Praxis nicht funktioniert und Abkommen und Verträge stets gebrochen werden können.
Die Befürworter der Rüstungskontrolle begegnen dieser Kritik in der Regel mit zwei Gegenargumenten. Den ersten Vorwurf der Kritiker werten sie als Unterstellung und verweisen zudem darauf, dass selbst wenn die Kontrolle und Reduzierung von Waffenarsenalen Konflikte nicht nachhaltig behebe, die damit verbundenen Effekte – Kriegsverhütung, Schadensbegrenzung und Kostensenkung – trotzdem für sich genommen wertvoll und nützlich seien. Mit Blick auf den zweiten Vorwurf, der mangelhaften Verifikation und der stets lauernden Gefahr des Vertragsbruchs, verweisen Befürworter der Rüstungskontrolle auf die Geschichte der Rüstungskontrolle. So sei es zwar richtig, dass es in der Praxis kein absolut sicheres Verifikationssystem geben könne, jedoch zeige die schiere Anzahl der in der Geschichte geschlossenen und eingehaltenen Verträge und Abkommen, dass Rüstungskontrolle trotzdem eine selbstverständliche Praxis in den internationalen Beziehungen und hundertprozentige Verifikation offensichtlich für funktionierende Rüstungskontrolle gar nicht notwendig sei.
Am Beispiel der US-Rüstungskontrolle im Bereich der Nuklearwaffen lässt sich der Einfluss der Kritiker in der politischen Praxis veranschaulichen. Die jedweder Rüstungskontrolle gegenüber skeptisch eingestellte Bush-Regierung vereinbarte mit Russland zwar den SORT-Vertrag, verzichtete aber konsequenterweise vollständig auf die als altmodisch und nutzlos erachteten Vereinbarungen über Verifikation. Von Rüstungskontrollanhängern wurde der 2003 vom US-Senat einstimmig ratifizierte Vertrag aufgrund des fehlenden Verifikationsregimes als wertlos geschmäht. Mit dem Wechsel zur Obama-Regierung und der Aushandlung des wieder mit umfangreichen Verifikationsmaßnahmen ausgestatteten NewSTART-Vertrags sahen die Rüstungskontrollbefürworter die US-Politik zurück auf dem richtigen Kurs. Trotz der Investition immensen politischen Kapitals durch Präsident Obama bereiteten die Kritiker im US-Senat dem NewSTART-Vertrag jedoch keinen wohlwollenden Empfang, so dass die benötigte Zweidrittelmehrheit zur Ratifikation Ende 2010 mit 71:26 Stimmen nur knapp zustande kam.
Die Kritiker der Rüstungskontrolle bleiben in den USA auch unter Präsident Obama weiter einflussreich.
Zwar hat dieser mit Global Zero das klare Bekenntnis zur vollständigen nuklearen Abrüstung weltweit abgegeben, doch ist der nächste Schritt nach NewStart in dieser Richtung, die Ratifikation des bereits 1999 im Senat einmal gescheiterten Kernwaffenteststopp-Vertrags, aufgrund der Kritik an der Rüstungskontrolle im US-Senat bis auf weiteres mit einem Fragezeichen versehen.

## Herausforderungen für Rüstungskontrolle im 21. Jahrhundert

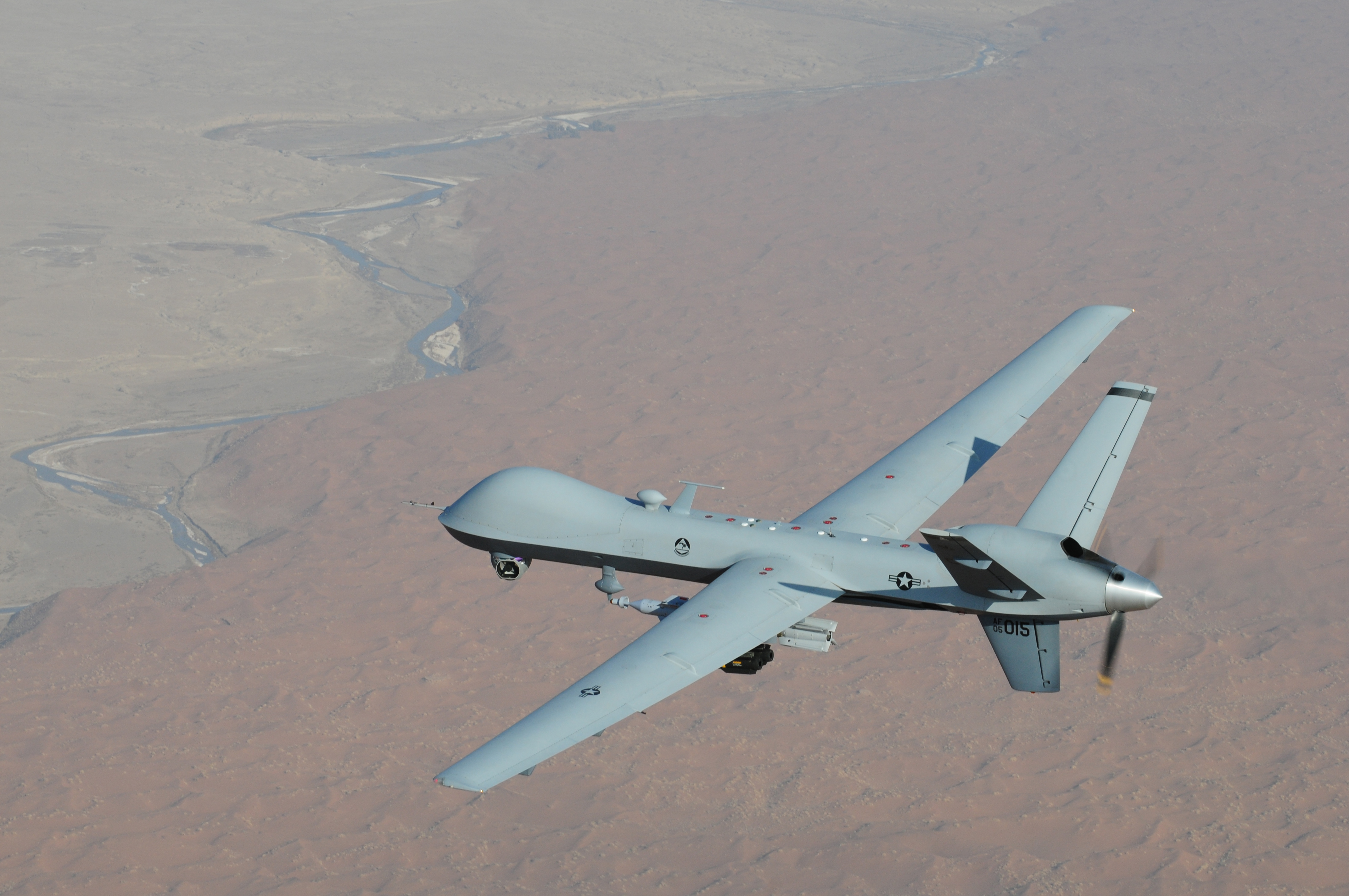
Bewaffnete Drohnen wie die MQ-9 Reaper: Bald Gegenstand konventioneller Rüstungskontrolle?

Im 21. Jahrhundert sieht sich Rüstungskontrolle drei Trends gegenüber:
- Zum einen finden seit Ende der Ost-West-Konfrontation Konflikte häufig nicht mehr zwischen Staaten, sondern unter Beteiligung nichtstaatlicher Akteure statt.[110] Für die aus der Sphäre der tradierten internationalen Diplomatie stammenden Verfahren und Mechanismen der Rüstungskontrolle fehlen in dieser neuen Situation häufig schlicht die Verhandlungspartner.

Das Emblem des für Cyberwar zuständigen U.S. Cyber Command

- Zum zweiten beginnt sich aktuell im Rahmen der sogenannten Revolution in Military Affairs eine Rüstungsdynamik im Bereich der unbemannten Waffensysteme zu entwickeln. Aus Rüstungskontrollperspektive ist diese Entwicklung bedenklich, weil gerade die in der Vergangenheit international maßgeblichen für erfolgreiche Rüstungskontrolle verantwortlichen Akteure – westliche Demokratien – in diesem Bereich die Rüstungsdynamik anheizen.[111][112][113]
- Zum dritten beginnt sich die Rüstungsdynamik zwischen Staaten sowie zwischen Staaten und nichtstaatlichen Akteuren zunehmend in den Cyberspace auszudehnen. Dieser Prozess stellt Rüstungskontrollbemühungen vor besondere Herausforderungen, da unter anderem die Zurechnung einer Wirkung zu ihrem Urheber im Cyberspace schwierig bis unmöglich sein kann. Nachweis und Ahndung von Vertragsbrüchen durch Verifikations- und Compliance-Maßnahmen werden dadurch extrem erschwert oder undurchführbar. Bisher beschränken sich die Überlegungen in Bereich Cyberwar daher notgedrungen auf Appelle an Staaten, Cyber-Waffen nur zur Verteidigung einzusetzen oder bestimmte Bereiche des Cyberspace – wie etwa globale Finanztransaktionsströme – von Angriffen auszunehmen.[114][115][116]

## Liste internationaler Rüstungskontrollverträge

### Verbot oder Einschränkung der Forschung, Entwicklung und Proliferation
| Abkommen | unterzeichnet (Jahr)           | Ratifiziert (Jahr)    | Inhalt |
| --- | ------------------------------ | --------------------- | --- |
| Friedensvertrag von Versailles                                                                               | 1919                           | 1919                  | Vertrag zur Demobilmachung und Herabsetzung der deutschen Streitkräfte. |
| Washingtoner Flottenabkommen                                                                                 | 1922                           | 1922                  | Begrenzung der Seerüstung zwischen den Vereinigten Staaten, dem Vereinigten Königreich, Frankreich, Italien und Japan. |
| Londoner Abkommen                                                                                            | 1930                           | 1930                  | Japan, die Vereinigten Staaten und das Vereinigte Königreich beschränkten Anzahl und Kaliber von Geschützen, Tonnage und Ausrüstung ihrer Kriegsschiffe. |
| Deutsch-Britisches Flottenabkommen                                                                           | 1935                           | 1936 DR:1937          | Dem Deutschen Reich wurde gestattet, die Flottenstärke auf 35 % der Stärke der britischen Flotte auszubauen. |
| Baruch-Plan                                                                                                  | 1946                           | nie                   | Der Baruch-Plan sah die Unterstellung des amerikanischen Nuklearpotentials unter die Kontrolle der Atomenergiekommission der Vereinten Nationen vor. Ein darauffolgender Gegenvorschlag der Sowjetunion wurde durch die USA abgelehnt. |
| Nichtverbreitungsvertrag (NVV) auch: Atomwaffensperrvertrag auch: Non-Proliferation of Nuclear Weapons (NPT) | 1968                           | 1970                  | Der im Juli 1968 unterzeichnete Nichtverbreitungsvertrag verbot Kernwaffenstaaten die Weitergabe von nuklearen Waffen an nichtnukleare Staaten. Diese wiederum verpflichten sich, keine Nuklearwaffen zu erwerben oder herzustellen. |
| Biowaffenkonvention auch: Biological and Toxin Weapons Convention (BTWC)                                     | 1971                           | 1972                  | Der Vertrag verbietet die Entwicklung, Herstellung, Lagerung oder Nutzung von biologischen Kampfstoffen und Waffensystem zu deren Verbringung. Ein Verbot des Einsatzes von biologischen Kampfmitteln enthält der Vertrag nicht. |
| SALT – I | 1972                           | 1972                  | Die 1969 beginnenden Gespräche zwischen den Vereinigten Staaten und der Sowjetunion über die Begrenzung strategischer Rüstung (Strategic Arms Limitation Talks) führten im Mai 1972 zur Unterzeichnung des sogenannten SALT I-Vertrages in Moskau. Langfristig sollte das amerikanisch-sowjetische Verhältnis durch rechtsverbindliche Begrenzungen der Anzahl und der technischen Verbesserung des jeweiligen strategischen Potentials stabilisiert werden. |
| ABM-Vertrag                                                                                                  | 1972                           | 1972                  | Als Ergebnis der sogenannten SALT-Verhandlungen unterzeichneten die Staatschefs der Vereinigten Staaten und der Sowjetunion 1972 den ABM-(Anti-Ballistic Missiles) Vertrag, welcher strenge Limitierungen der beiderseits bereits stationierten ballistischen Raketenabwehrwaffen vorsah. Im Jahre 2002 kündigen die Vereinigten Staaten den ABM-Vertrag. |
| Abkommen zur Verhinderung eines Atomkriegs (AVA)                                                             | 1973                           | 1973                  | In diesem im Juni 1973 unterzeichneten völkerrechtlichen Vertrag, verpflichteten sich die UdSSR und die Vereinigten Staaten von Amerika u. a. dazu, das Entstehen von Situationen zu verhindern, die eine militärische Konfrontation nach sich ziehen könnten (Artikel I) und für den Fall eines nuklearen Konfliktrisikos in sofortige Konsultationen miteinander zu treten (Artikel IV). |
| Verhandlungen über Truppenreduzierung in Europa auch: Mutual Balance Force Reductions (MBFR)                 | 1989 abgebrochen               | nie                   | Die MBFR-(Mutual Balance Force Reductions) Gespräche begannen im Oktober 1973 in Wien und sollten die Zahl der konventionellen Land- und Luftstreitkräfte und Rüstungen in Mitteleuropa reduzieren. |
| SALT – II | 1979                           | 1979                  | Der von den USA und der Sowjetunion unterzeichnete SALT II-Vertrag sah eine Begrenzung der Zahl strategischer Systeme auf 2400 Stück (auf beiden Seiten) vor. Auch durfte die Höchstgrenze von 1320 mit Cruise-Missiles ausgerüsteten Bombern und der mit Mehrfachsprengköpfen ausgestatteten see- und landgestützten Raketen insgesamt nicht überschritten werden. |
| NATO-Doppelbeschluss                                                                                         | Verhandlungen 1983 abgebrochen | Stationierung ab 1983 | Der Dezemberbeschluss der NATO aus dem Jahr 1979 bot dem Warschauer Pakt einerseits eine Einladung, in Rüstungskontrollverhandlungen über weitreichende INF-Raketen und andere INF-Systeme einzutreten und beinhaltete zum anderen einen Plan, im Falle eines erfolglosen Ausgangs der Verhandlungen, die Dislozierung von 572 amerikanischen weitreichenden INF-Raketen in Westeuropa vorzunehmen. Die Sowjetunion brach die Rüstungskontrollverhandlungen ab; im Jahr 1983 wurden die Raketen stationiert. |
| Konvention zum Verbot besonders inhumaner Waffen auch: Convention on Certain Conventional Weapons (CCCW)     | 1980                           | je nach Protokoll     | Diese Konvention erlaubte das Erstellen verschiedener Protokolle, welche Reglementierungen bestimmter Waffenstandards, wie Blend-, Brandwaffen oder Minen vorsahen. Diese werden auf den Jahreskonferenzen immer wieder vervollständigt. |
| START – I | 1991                           | 1994                  | Der Strategic Arms Reduction Treaty wurde zwischen den USA und der Sowjetunion geschlossen. Mittels Vor-Ort-Inspektionen konnten die festgehaltenen Regelungen, wie bspw. eine Reduzierung auf 1.600 Trägersysteme mit höchstens 6.000 anrechenbaren Nukleargefechtsköpfen, direkt überprüft werden. Die Sowjetunion brach im Herbst 1983 die Verhandlungen ab. Ab 1994 kam es zur Wiederaufnahme dieser Verhandlungen und der START I-Vertrag trat in Kraft. |
| Übereinkommen über das Verbot chemischer Waffen auch: CWÜ                                                    | 1992                           | 1997                  | Mit diesem Übereinkommen wurden der Einsatz, die Produktion, die Lagerung, der Besitz und die Weitergabe von Chemiewaffen verboten. Darüber hinaus beschränkt das Übereinkommen die Produktion von Chemikalien, welche zur Schaffung chemischer Kampfstoffe missbraucht werden könnten. Das CWÜ hat mehr als einen lediglich symbolischen Charakter, was sich in der Aufstellung der Organisation für das Verbot chemischer Waffen (OPCW) im Jahre 1997 widerspiegelt. Diese führt Aufgaben der Verifikation und der Vernichtung chemischer Waffen im Rahmen der Einhaltung und Durchsetzung des Übereinkommens aus. |
| START – II                                                                                                   | 1993                           | nie                   | George W. Bush und Boris Jelzin unterzeichneten den START II-Vertrag am 3. Januar 1993. Der Vertrag sah vor, bis zum 1. Januar 2003 die Zahl, der auf Trägersystemen installierten Gefechtsköpfe, auf jeweils 3.500 Stück zu reduziert und alle landgestützten strategischen Nuklearwaffen mit Mehrfachsprengköpfen zu verbieten. Durch das SORT-Abkommen von 2002, welches zwischen George W. Bush und Wladimir Putin beschlossen wurde, ist der Vertrag nie in Kraft getreten. |
| SORT-Vertrag (Strategic Offensive Reductions Treaty) auch: Moskauer Vertrag auch: Bush-Putin-Abkommen        | 2002                           | 2003                  | Der SORT-Vertrag sah eine Reduzierung der stationierten strategischen Atomwaffen auf jeweils 1.700 bis 2.200 Stück vor und trat 2003 in Kraft. Der Vertrag umfasste keine Verifikationsmaßnahmen. |
| START III-Vertrag auch: New Start                                                                            | 2010                           | 2010/2011             | Im April 2010 unterzeichneten US-Präsident Barack Obama und der russische Amtschef Dmitri Medwedew einen bis 2020 gültigen Vertrag über die Reduzierung und Begrenzung strategischer Nuklearwaffen. New Start sieht die Verringerung der Zahl von Nuklearsprengköpfen beider Staaten von 2.200 auf 1.550 Stück sowie eine Reduzierung der Trägersysteme auf 800 Stück vor. Das mit dem Vertrag in Kraft tretende Verifikationsregime löst die im Dezember 2009 ausgelaufene Verifikation von START I ab. |

### Begrenzungen und Verbote von Nuklearwaffentests
| Abkommen | unterzeichnet (Jahr) | Ratifiziert (Jahr) | Inhalt |
| --- | -------------------- | ------------------ | --- |
| Vertrag über das Verbot von Kernwaffenversuchen in der Atmosphäre, im Weltraum und unter Wasser auch:Teststoppabkommen auch: Limited Test Ban Treaty (LTBT) auch: Nuclear Test Ban Treaty (NTBT) auch: Partial Test Ban (PTBT) | 1963                 | 1963               | Mit diesem Atomteststoppabkommen wurden Kernwaffentests in der Atmosphäre, dem Weltraum und unter Wasser verboten, um eine weltweite Radioaktivität verhindern und den Erwerb von Kernwaffen für Unterzeichnerstaaten erschweren zu können. Ursprünglich wurde der Vertrag von den Vereinigten Staaten von Amerika, dem Vereinigten Königreich und der Sowjetunion geschlossen.                                |
| Testschwellenvertrag auch: Threshold Test Ban Treaty (TTBT) | 1974                 | 1990               | Im Juli 1974 unterzeichneten die Vereinigten Staaten und die Sowjetunion einen Vertrag mit dem Verbot, unterirdische Nuklearwaffenversuche, die eine Sprengkraft von mehr als 150 Kilotonnen TNT aufweisen, zu realisieren. |
| Vertrag über unterirdische Kernexplosionen zu friedlichen Zwecken auch: Peaceful Nuclear Explosions Treaty (PNET) | 1976                 | 1990               | Mit diesem im Mai 1976 unterzeichneten Vertrag wurden nun auch die unterirdischen Kernexplosionen auf 150 Kilotonnen für Einzelexplosionen sowie 1,5 Megatonnen bei Gruppenexplosionen beschränkt. |
| INF-Vertrag | 1987                 | 1988               | Erstmals in der Geschichte wurden mittels eines realen Abrüstungsvertrages zwei komplette Waffenkategorien, nämlich Mittelstreckenraketen und Marschflugkörper der Reichweite 500 bis 5.000 Kilometer, vollständig ausgelöscht. Bereits stationierte Systeme, die Operationsinfrastruktur und Produktionsbasis wurden zerstört.                                                                                |
| Kernwaffenteststopp-Vertrag auch: Comprehensive Nuclear Test Ban Treaty (CTBT) | 1996                 | nie                | Der Vertrag bezeichnet einen von der Genfer Abrüstungskonferenz ausgearbeiteten und 1996 angenommenen Vertrag über ein Verbot von Nuklearversuchen und -explosionen. Auch sieht er Vor-Ort-Inspektionen vor. Dieser Vertrag kann erst in Kraft treten, wenn er durch alle diejenigen Länder ratifiziert worden ist, die nach IAEA-Angaben über Kernwaffentechnologien verfügen oder Atomenergieanlagen nutzen. |

### Verträge zur Schaffung nuklearwaffenfreier Zonen und zum Schutz von Erde und Mond
| Abkommen | unterzeichnet (Jahr) | Ratifiziert (Jahr) | Inhalt |
| --- | -------------------- | ------------------ | --- |
| Antarktisvertrag | 1959                 | 1961               | Ein Vertrag, der den Vertragsteilnehmern des antarktischen Kontinents Explosionen von Kernwaffen sowie das Freisetzen radioaktiver Abfälle in der Antarktis verbot und dort lediglich Tätigkeiten friedlicher Art erlaubte. Im Jahr 1991 wurde er bis zum Jahr 2041 verlängert (Umweltschutzprotokoll). |
| Vertrag über die Grundsätze zur Regelung der Tätigkeiten von Staaten bei der Erforschung und Nutzung des Weltraums einschließlich des Mondes und anderer Himmelskörper auch: Weltraumvertrag; Outer Space Treaty | 1967                 | 1967 BRD: 1971     | Die 98 Unterzeichnerstaaten verpflichteten sich, keine Gegenstände, die Kernwaffen oder Massenvernichtungswaffen tragen, in den Weltraum zu verbringen (Artikel IV) und den Weltraum lediglich zu friedlichen Zwecken zu nutzen. Ergänzt wurde der Weltraumvertrag 1979 durch den sogenannten „Mondvertrag“, der inhaltlich an die friedliche Nutzung des Weltraumes anknüpfte. Dieser wurde lediglich von 13 Staaten ratifiziert. |
| Vertrag über das Verbot von Kernwaffen in Lateinamerika auch: Vertrag von Tlatelolco | 1967                 | 1968               | Die lateinamerikanischen Staaten vereinbarten, nukleares Material sowie nukleare Einrichtungen ausschließlich für friedliche Zwecke und innerhalb des eigenen Hoheitsgebietes zu nutzen. |
| Vertrag über das Verbot der Stationierung von Kernwaffen und anderen Massenvernichtungswaffen auf dem Meeresboden, dem Grunde des Ozeans und in dem zugehörigen Untergrund auch: Meeresbodenvertrag              | 1971                 | 1972               | In diesem Vertrag kamen die 84 Unterzeichnerstaaten u. a. zu der Übereinkunft, dass Kernwaffen und andere Massenvernichtungswaffen nicht auf dem Meeresboden stationiert oder erprobt werden dürfen. Der Vertrag war auf unbegrenzte Dauer ausgerichtet. |
| ENMOD-Konvention | 1976                 | 1978               | Die Konvention verbietet den Einsatz von umweltverändernder Technik in Kriegen und bewaffneten Konflikten. |
| Vertrag über die atomwaffenfreie Zone im Südpazifik auch: Vertrag von Rarotonga | 1985                 | 1986               | Mit dem Vertrag verpflichteten sich die 12 Atommächte (von insgesamt 16 Regionalstaaten), jegliche Durchführungen von Nuklearexplosionen gegen andere Vertragsparteien zu unterlassen. Des Weiteren wurden Atomwaffentests auf dem Gelände anderer Unterzeichnerstaaten verboten. |
| Atomwaffenfreie Zone Mongolei | 1992                 | 2000               | Einzigartig war die Selbsterklärung des Binnenstaats Mongolei zur atomwaffenfreien Zone im Jahr 1992. In Kraft trat der Vertrag erst acht Jahre später, im Jahr 2000. |
| Vertrag über die atomwaffenfreie Zone in Südostasien auch: Vertrag von Bangkok | 1995                 | 1997               | Im Dezember 1995 wurde der Vertrag über eine atomwaffenfreie Zone in Südostasien von den sogenannten ASEAN-Staaten unterzeichnet. Er ist 1997 in Kraft getreten. |
| Vertrag über die Atomwaffenfreie Zone Afrika auch: Vertrag von Pelindaba | 1996                 | 2009               | Im Vertrag über die atomwaffenfreie Zone Afrika sind die Zusatzprotokolle I und II entscheidend, da diese den Vertragsparteien nukleare Tests sowie die Androhung oder den Einsatz von Nuklearwaffen gegen diese Zone untersagen. |
| Erklärung zur Entnuklearisierung der koreanischen Halbinsel | 2005                 | noch ausstehend    | Im September 2005 stimmte Nordkorea einer grundsätzlichen Entnuklearisierung der koreanischen Halbinsel zu und konnte im Gegenzug eine Zusage für Wirtschaftshilfen und der Errichtung eines Leichtwasserreaktors erhalten. |
| Vertrag von Semei | 2006                 | 2009               | Im September 2006 unterzeichnet, trat ein Vertrag zur Regelung der zentralasiatischen atomwaffenfreien Zone im Jahr 2009 in Kraft. |

### Konventionelle Streitkräfte
| Abkommen                                                                  | unterzeichnet (Jahr) | Ratifiziert (Jahr) | Inhalt |
| ------------------------------------------------------------------------- | -------------------- | ------------------ | --- |
| Vertrag über die Konventionellen Streitkräfte in Europa auch: KSE-Vertrag | 1990                 | 1992               | Die 30 Vertragsstaaten einigten sich auf Begrenzungen in den Waffenkategorien: Angriffshubschrauber, Artilleriewaffen, Kampfflugzeuge, Kampfpanzer und gepanzerten Kampffahrzeugen. Durch festgesetzte Inspektionen war es möglich die jeweiligen Begrenzungen zu überwachen. |

### Vertrauensbildende Maßnahmen
| Abkommen                                                                             | unterzeichnet (Jahr) | Ratifiziert (Jahr) | Inhalt |
| ------------------------------------------------------------------------------------ | -------------------- | ------------------ | --- |
| „Heißer Draht-Abkommen“                                                              | 1963                 | 1963               | Das Abkommen über das sogenannte „Rote Telefon“ sollte die Gefahr eines unbeabsichtigten Ausbruchs eines Kernwaffenkrieges minimieren, in dem die Kommunikation zwischen den USA und der Sowjetunion mittels einer direkten Nachrichtenverbindung vereinfacht werden sollte. Das Abkommen enthielt eine Benachrichtigungspflicht der Vertragsparteien bei ungeklärten nuklearen Vorfällen und geplanten Raketenstarts, welche die andere Vertragspartei betreffen (Art. IV). |
| Vertrag über den Offenen Himmel auch: Open Skies Treaty                              | 1992                 | 2002               | Der im März 1992 unterzeichnete und 2002 in Kraft getretene Vertrag erlaubte es den Vertragspartnern – die NATO-Staaten auf der einen und die ehemaligen Warschauer-Pakt-Staaten auf der anderen Seite – die anderen Vertragsstaaten zu überfliegen und Foto-/Radaraufnahmen (seit 2006 auch Infrarotaufnahmen) zu machen. |
| Wiener Dokument der Verhandlungen über vertrauens- und sicherheitsbildende Maßnahmen | 1990                 | 1999               | Die Teilnehmerstaaten verpflichteten sich u. a. jährlich Informationen über einerseits militärische Organisation, Personalstärke und Hauptwaffensysteme sowie andererseits Informationen über ihre Militärhaushalte auszutauschen. |

## Liste von Organisationen aus dem Bereich der Rüstungskontrolle
- Vereinte Nationen (UNO)
- Büro der Vereinten Nationen für Abrüstungsfragen (UNODA)
- Internationale Atomenergiebehörde (IAEA)
- Organisation für Sicherheit und Zusammenarbeit in Europa (OSZE)
- Organisation für das Verbot chemischer Waffen (OPCW)
- Organisation des Vertrags über das umfassende Verbot von Nuklearversuchen (CTBTO)
- Deutschland: Zentrum für Verifikationsaufgaben der Bundeswehr (ZVBw)
- Stockholm International Peace Research Institute (SIPRI)
- Initiative für Nichtverbreitung und Abrüstung (NPDI)